# المسيحية في رومانيا

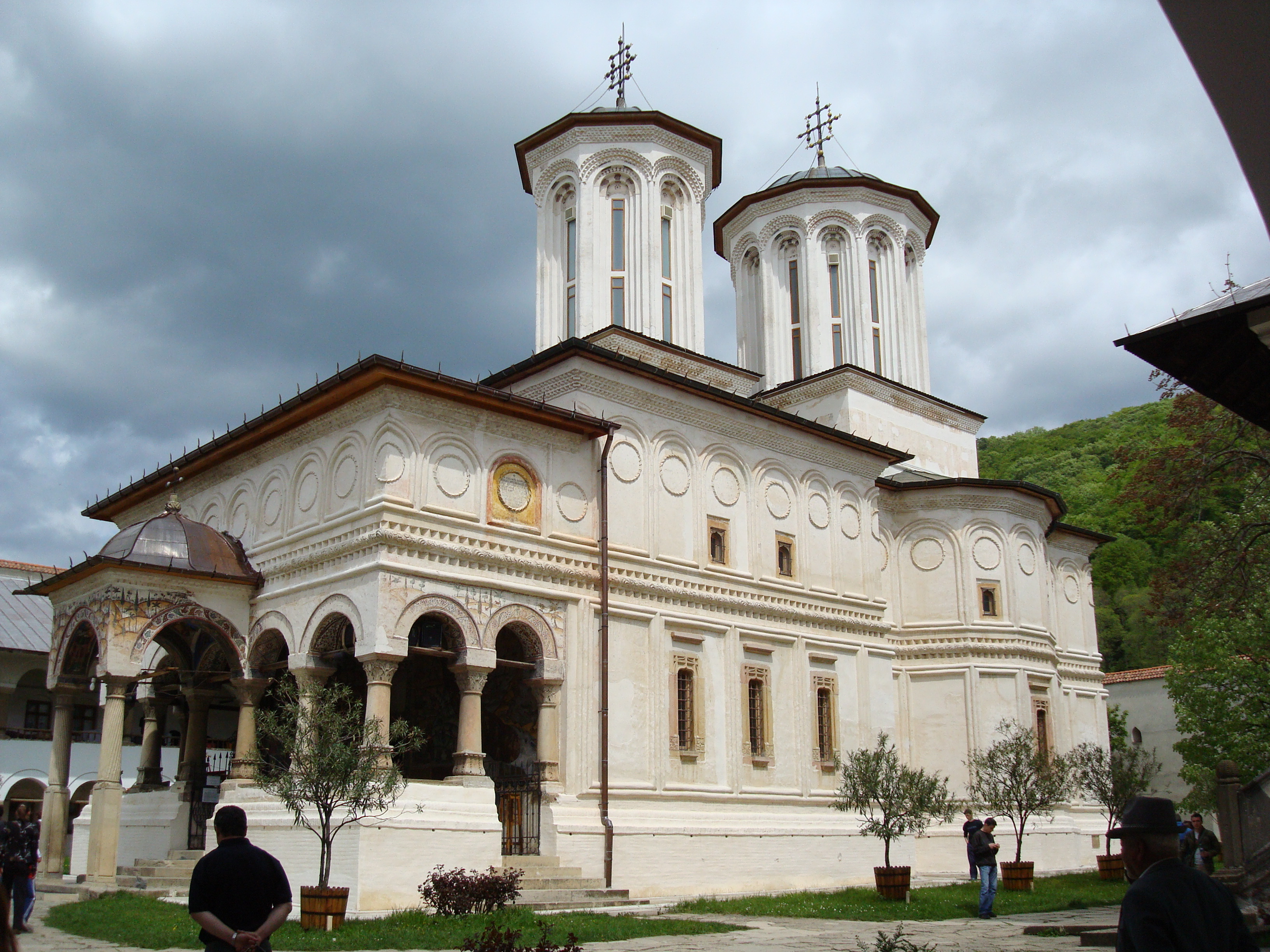
دير القدّيسان قسطنطين وهيلانة الأرثوذكسي في هيريزو؛ بُني عام 1690 وهو من مواقع التراث العالمي.

تُشكل المسيحية في رومانيا أكثر الديانات انتشاراً بين السكان، وتعد رومانيا هي دولة علمانية، وبذلك لا يوجد دين للدولة. وفقاً للتعداد السكاني عام 2011 حوالي 92.3% من السكان من المسيحيين، والطائفة المسيحيَّة المهيمنة في البلاد هي الكنيسة الرومانية الأرثوذكسية، وهي كنيسة مستقلة وتعد واحدة من أكبر الكنائس الأرثوذكسية المستقلة في منطقة البلقان؛ وقد بلغ عدد أتباع هذه الكنيسة في أواخر القرن العشرين في رومانيا أكثر من 16 مليون شخص؛ وطبقًا لبيانات تعداد السكان عام 2011 غالبيّة الرومانيين أي 16.3 مليون نسمة أو حوالي 81% من السكان هم من أتباع الكنيسة الأرثوذكسية. وتُحظى رومانيا بمعدل مرتفع مقارنًة بدول الاتحاد الأوروبي من حيث حضور القداس والتدين. حسب إحصائيات أغسطس 2010 يوجد في رومانيا حوالي 18,300 كنيسة.
الكنيسة الرومانية الأرثوذكسية هي المذهب المسيحي السائد في البلاد، وهي كنيسة أرثوذكسية شرقية ذاتية الحكم في شركة كاملة مع الكنائس الأرثوذكسية الأخرى، يقودها البطريرك خاص بها. وهي رابع أكبر كنيسة أرثوذكسية شرقية في العالم، وخلافاً للكنائس الأرثوذكسية الأخرى، فهي كنيسة ذات ثقافة لاتينية وتستخدم لغة طقسية رومانسية. يغطي اختصاصها القانوني أراضي رومانيا ومولدوفا، إلى جانب أبرشيات الرومانيين الذين يعيشون في صربيا والمجر المجاورة، بالإضافة إلى مجتمعات الشتات الرومانية في وسط وغرب أوروبا وأمريكا الشمالية وأوقيانوسيا.

## تاريخ

### العصور القديمة

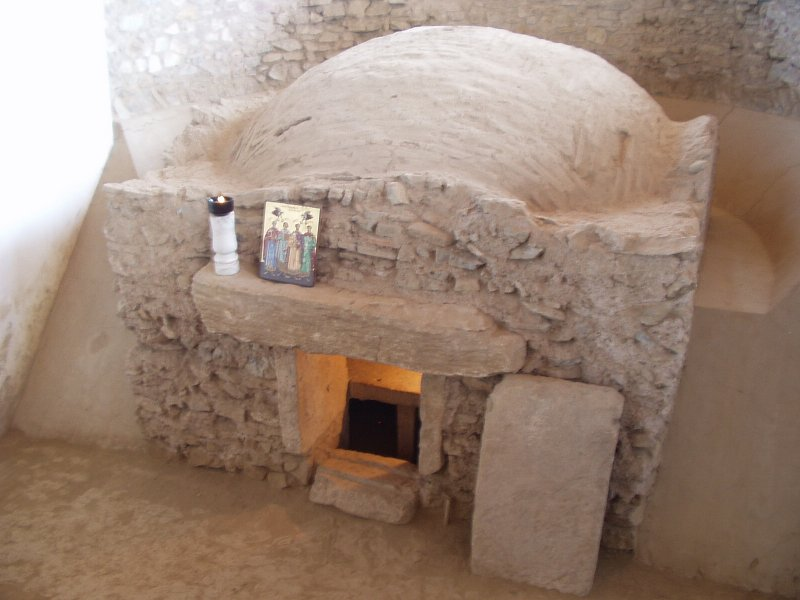
قبور الشهداء الأربعة والذي يعود للقرن الرابع.

الغالبية العظمى من الرومانيين تتبع طقوس الكنيسة الأرثوذكسية الشرقية، في حين أن معظم السكان الآخرين الذين يتحدثون اللغات الرومانسية تتبع الكنيسة الكاثوليكية. المصطلحات المسيحية الأساسيَّة في اللغة الرومانية هي من أصل لاتيني، على الرغم من أن الرومانيين، المشار إليهم باسم فلاشس في مصادر القرون الوسطى، تبنت العديد من المصطلحات السلافية الجنوبية بسبب اعتماد الليتورجيا في السلافونية الكنسيَّة القديمة.
ويعود تاريخ المسيحية في رومانيا داخل المقاطعة الرومانية مويسيا، حيث استشهد العديد من المسيحيين في نهاية القرن الثالث. وفقًا لهيبوليتوس الرومي أهم العلماء اللاهوتيين في الكنيسة المسيحية في القرن الثالث الميلادي في روما، دخلت التعاليم المسيحيَّة على يد القديس أندراوس. وتعتمد الكنيسة الرومانية الأرثوذكسية أنَّه أصول المسيحية في رومانيا رسوليَّة. وقد تم العثور على أدلة على تواجد الطوائف المسيحية في أراضي رومانيا الحديثة في أكثر من مائة موقع أثري يعود للقرنين الثالث والرابع. ومع ذلك، تشير مصادر من القرنين السابع والعاشر نادرة أنَّ المسيحية يبدو أنها تناقصت خلال هذه الفترة. وتوجد العديد من النظريات حول أصل المسيحية في رومانيا. أولئك الذين يعتقدون أن الرومانيين ينحدرون من سكان "داسيا تريانا" يقترحون أن انتشار المسيحية تزامن مع تشكيل الأمة الرومانيَّة. واستمر أسلافهم في الكتابة بالحروف اللاتينية والمسيحية، وهي نتيجة مباشرة للتواصل بين سكان داتشيان الأصليين والمستعمرين الرومان لعدة قرون. ووفقاً لنظرية علمية متزامنة، تحول أسلاف الرومان إلى المسيحية في المقاطعات الواقعة جنوب نهر الدانوب (في بلغاريا وصربيا الحالية) بعد تقنينها رسمياً في جميع أنحاء الإمبراطورية الرومانية في عام 313. ولقد تبنوا الطقوس السلافية في عهد الإمبراطورية البلغارية الأولى قبل هجرتهم إلى أراضي رومانيا الحديثة التي بدأت في القرن الحادي عشر أو الثاني عشر.

### العصور الوسطى

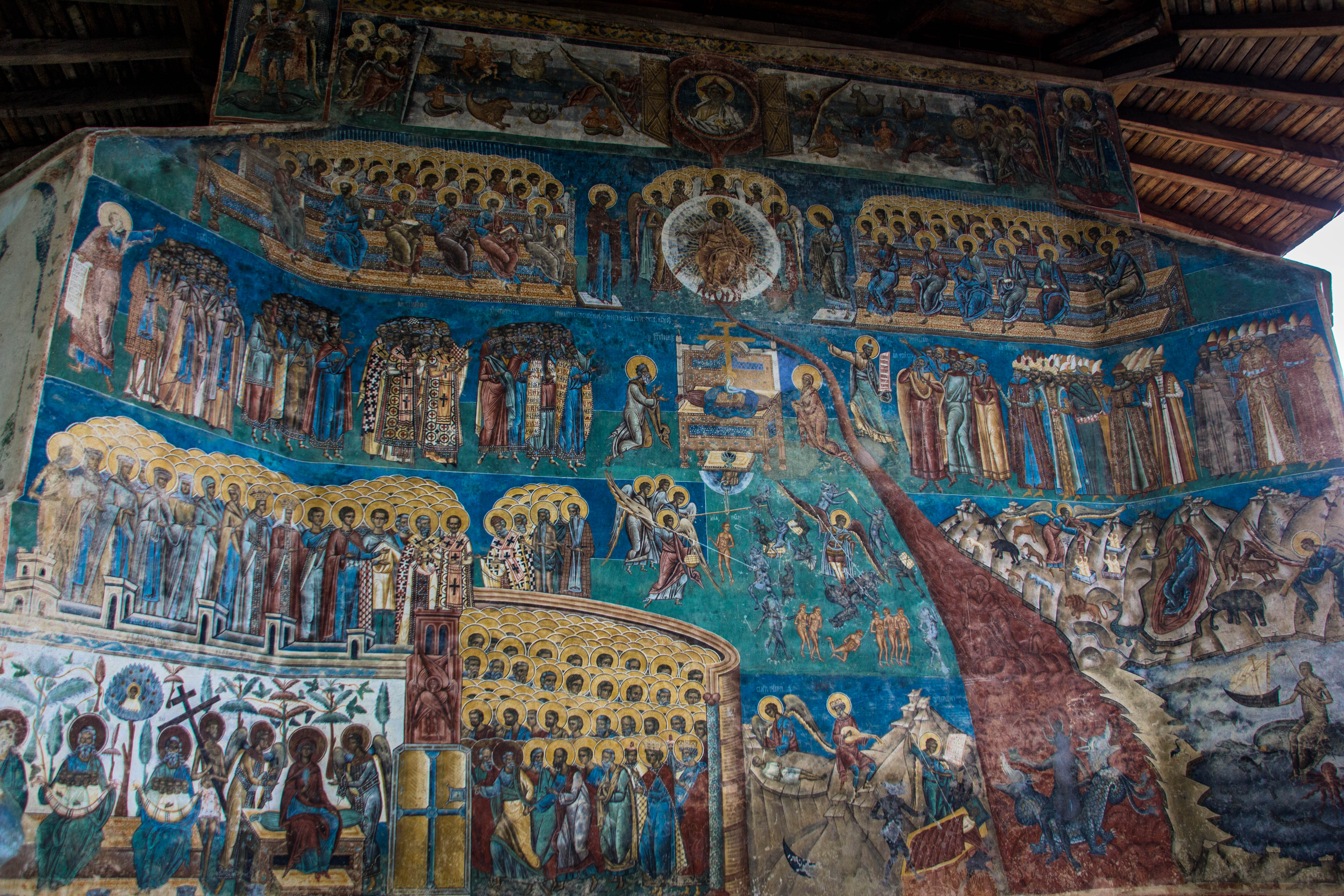
جداريات دير فوروني؛ بني عام 1488.

أقدم برهان على وجود هرمية الكنيسة الأرثوذكسية بين الرومانيين هو شمال نهر الدانوب من خلال مرسوم بابوي يعود لعام 1234. وعلى الرغم من أن مجلس بودا منع الانشقاق الشرقي من إنشاء الكنائس في 1279، إلا أن العديد من الكنائس الأرثوذكسية بنيت في الفترة التي بدأت في أواخر القرن الثالث عشر. وكانت هذه الكنائس مصنوعة أساساً من الخشب، على الرغم من أن بعض ملاك الأراضي أقاموا كنائساً حجرية في الأراضي التابعة لممتلكاتهم. وبُنيت معظم هذه الكنائس على مخطط صليب يوناني. وتعرض بعض الكنائس أيضًا عناصر من العمارة الرومانية أو القوطية. وكان التسلسل الهرمي المحليّ الأرثوذكسيّ خاضعاً في كثير من الأحيان لسلطة المتروبوليتان في ولاشيا ومولدافيا بحلول أواخر القرن الرابع عشر. على سبيل المثال، قام متروبوليتان والاشيا أيضاً بتسمية نفسه «ملك جميع المجر والحدود» في عام 1401. وكانت الأديرة الأرثوذكسية في رومانيا مراكزاً للكتابة السلافية. في الأراضي الشرقية والجنوبية من جبال الكاربات، تم إنشاء اثنين من الكراسي الأسقفيَّة الكبرى التابعة لبطريركية القسطنطينية المسكونية، بعد تأسيس الأفلاق ومولدوفا في القرن الرابع عشر. وقد أدى نمو الرهبنة في مولدوفا إلى إقامة صلة تاريخيَّة بين الإحياء الصوفي الأرثوذكسي في القرن الرابع عشر والتطور الحديث للتقاليد الرهبانية في أوروبا الشرقية. كانت الأرثوذكسية لعدة قرون العقيدة الدينيَّة الوحيدة المسموح بها في المناطق الغربية من الكاربات حتى تم تأسيس الأبرشيات الرومانية الكاثوليكية داخل مملكة المجر في القرن الحادي عشر. وتحولت هذه الأراضي إلى إمارة ترانسيلفانيا في القرن السادس عشر، وتم منح أربعة مذاهب وهي الكالفينية، والكاثوليكية، واللوثرية، والتوحيديَّة وضع متميز. بعد أن ضمت ملكية هابسبورغ الإمارة، أعلن جزء من رجال الدين الأرثوذكس المحليين الاتحاد مع روما في 1698. وعلى من أن الملوك الكاثوليك أصروا فقط على تحويل الرومانيين الذين يعيشون في المناطق الحدودية الجنوبية للمذهب الكاثوليكي، إلا أن العديد من النبلاء الرومانيين اعتنقوا الكاثوليكية في القرن الخامس عشر. وبذلت سلطات ترانسلفانيا جهوداَ منهجية لتحويل الرومانيين إلى المذهب الكالفيني في النصف الثاني من القرن السادس عشر. ومنحت إمارة ترانسيلفانيا في القرن السادس عشر أربعة أديان وهي - الكالفينية والكاثوليكية واللوثرية والتوحيدية - مكانة متميزة.

### الحقبة الحديثة المبكرة

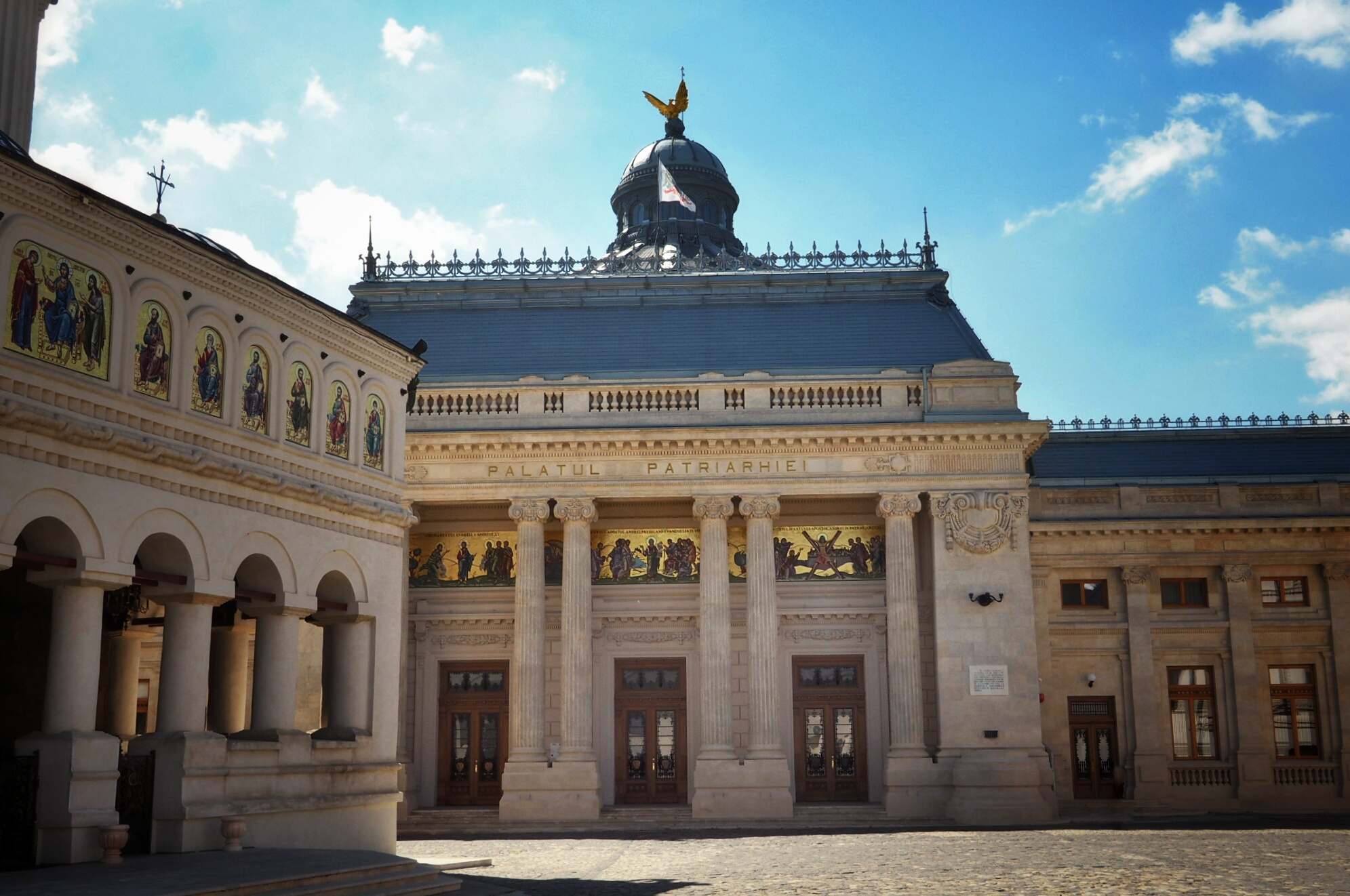
قصر البطريرك في بوخارست.

ظهرت أولى الترجمات الرومانية للنصوص الدينيَّة في القرن الخامس عشر، ونشرت الترجمة الكاملة الأولى للكتاب المقدس في عام 1688. بعدما أن ضُمت إمارة ترانسيلفانيا من قبل ملكية هابسبورغ، حاول الحكام الكاثوليك الجدد لجذب دعم الرومانيين للمذهب الكاثوليكي من أجل تعزيز سيطرتهم على الإمارة التي تحكمها في الغالب الحكام البروتستانت. وبالنسبة للرومانيين، عزز اتحاد الكنيسة الذي اقترحه البلاط الملكي الأمل في أن تساعدهم الحكومة المركزية في نزاعاتهم مع السلطات المحلية. وتم الإعلان عن الكنيسة الرومانية المتحدة مع روما - اليونانيّة الكاثوليكية في ألبا يوليا، وبعد سنوات من المفاوضات في عام 1698 من قبل متروبوليتان أتاناسي انغل. واستند هذا الاتحاد إلى النقاط الأربع التي اعتمدها مجمع فلورنسا، بما في ذلك الاعتراف بالأولوية البابوية. ولعب الرومانيين الكاثوليك الشرقيين دوراً رائداً في الكفاح من أجل التحرر السياسي للرومانيين في ترانسيلفانيا في القرن التالي. وكان المذهب الكاليفني شائعاً في إمارة ترانسيلفانيا خلال القرن السابع عشر. وتم طرد أكثر من ستين وزيرًا من المذهب التوحيدي المسيحي من أبرشياتهم في أرض سيكيلي المجرية في عقد 1620 بسبب تأثير قادة الكنيسة الكالفينية. وتميزت الحياة الدينية للمجتمعات السكسونية عن الكالفينية بالعدد المُتزايد لخدمات العبادة. وظلّت اللوثرية التقليدية، بسبب اهتمامها بالاحتياجات الروحيَّة الفرديَّة، أكثر شعبية من المذهب الكالفيني في المنطقة. وكانت تُدار أصول الكنيسة الكاثوليكية المحلية من قبل «العقارات الكاثوليكية»، وهي هيئة عامة تتكون من كلاً من العلمانيين والكهنة.
أصبحت العديد من الأديرة الرومانية في منطقة الأفلاق ومولدافيا مراكز مهمة للأدب السلافي. وأقدم السجلات المحلية، مثل «كرونيكل بوتنا»، كانت مكتوبة أيضاً من قبل الرهبان. وتم طبع الكتب الدينية في اللغة السلافونية الكنسيَّة القديمة في ترجوفيت تحت رعاية الراهب ماساريا من الجبل الأسود بعد 1508. وأصبحت منطقة الأفلاق على وجه الخصوص مركزًا رائدًا للعالم الأرثوذكسي، والذي تجلى من خلال تكريس كاتدرائية كورتا دي أرجيش في عام 1517 بحضور بطريرك القسطنطينية المسكوني وبروتوس جبل آثوس. ولا تزال أديرة مولدافيا المرسومة رمزًا مهمًا للتراث الثقافي حتى اليوم. وجعلت الأراضي الواسعة التي تملكها الأديرة من الأديرة قوة سياسية واقتصادية كبيرة.

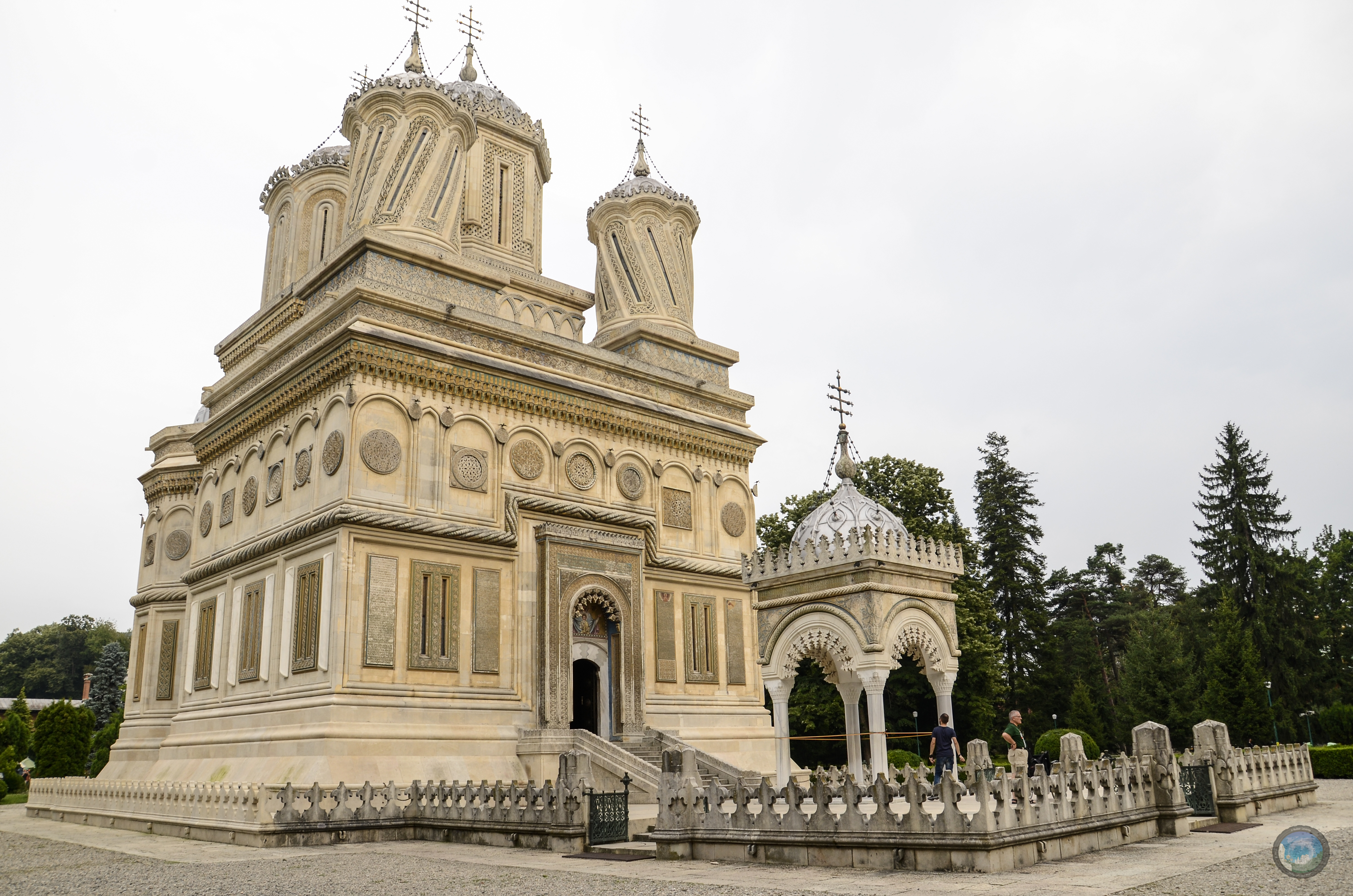
دير كاتدرائية كورتا دي أرجيش.

خلال القرن الخامس عشر كانت جزء من الأراضي الرومانية تحت حكم الدولة العثمانية ودعيت المنطقة باسم إمارة الأفلاق، وسيطر الفناريون على الحياة الدينية والسياسية والاقتصادية في البلاد. حيث ظهر الفناريين كطبقة من التجار اليونانيين (معظهم من أصول بيزنطية نبيلة) في النصف الثاني من القرن السادس عشر، وسطع نجمها لتمارس تأثير كبير في إدارة الولايات الخاصعة لسيطرة الدولة العثمانية في البلقان في القرن الثامن عشر. كانت عائلات حي الفنار يونانية العرق وبالتالي ارتبطت ثقافيًا بالحضارة الهلنستية والحضارة الغربية؛ وشكلّت الطبقة المتعلمة والمثقفة في الدولة العثمانية مما أفسح لها نقوذ سياسي وثقافي. وكان الفناريين أبناء عائلات يونانية أرستقراطية سكنت في حي الفنار في مدينة إسطنبول، وحي الفنار هو مركز بطريركية القسطنطينية المسكونية، أي مركز الأرثوذكسية الشرقية. ومنذ القرن الخامس عشر صودرت ممتلكات البطاركة الشرقيين الأربع والعديد من المؤسسات الرهبانية في الدولة العثمانية إلى جانب غيرها من مصادر الدخل، مثل الطواحين. عانت إمارة مولدافيا والأفلاق أعلى درجة من الاستغلال العثماني خلال ما عرف باسم «القرن الفناريّ» (1711-1821) عندما حكم الأمراء الفناريين الذين تم تعينهم من قبل السلاطين العثمانيين. وفي النصف الثاني من القرن الثامن عشر بدأت نهضة روحية قادها بابيوس فيليشكوفسكي، وأدى نفوذه إلى انبعاث صلاة الهيشستك في الأديرة في مولدافيا. في هذه الفترة استفادت الثقافة اللاهوتية الرومانية من ترجمات جديدة من الأدب الآبائي. وفي العقود الأولى من القرن التاسع عشر، تم إنشاء حلقات دراسية لاهوتية في كلتا الإمارتين، مثل دير سوكولا في عام 1803، وفي بوخارست في عام 1836. وتم توحيد الإمارتين في عهد ألكسندر يوحنا كوزا (1859-1866)، واعتمدت الدولة الجديدة اسم رومانيا في عام 1862. وفي عهده تم تأميم ممتلكات الأديرة. كما وأيد استخدام اللغة الرومانية في القداس، واستبدل الأبجدية السيريلية بالأبجدية الرومانية. وفي عام 1860 تأسست أول كلية لاهوت الأرثوذكس في جامعة أليكساندرو إيوان كوزا.

### العصور الحديثة

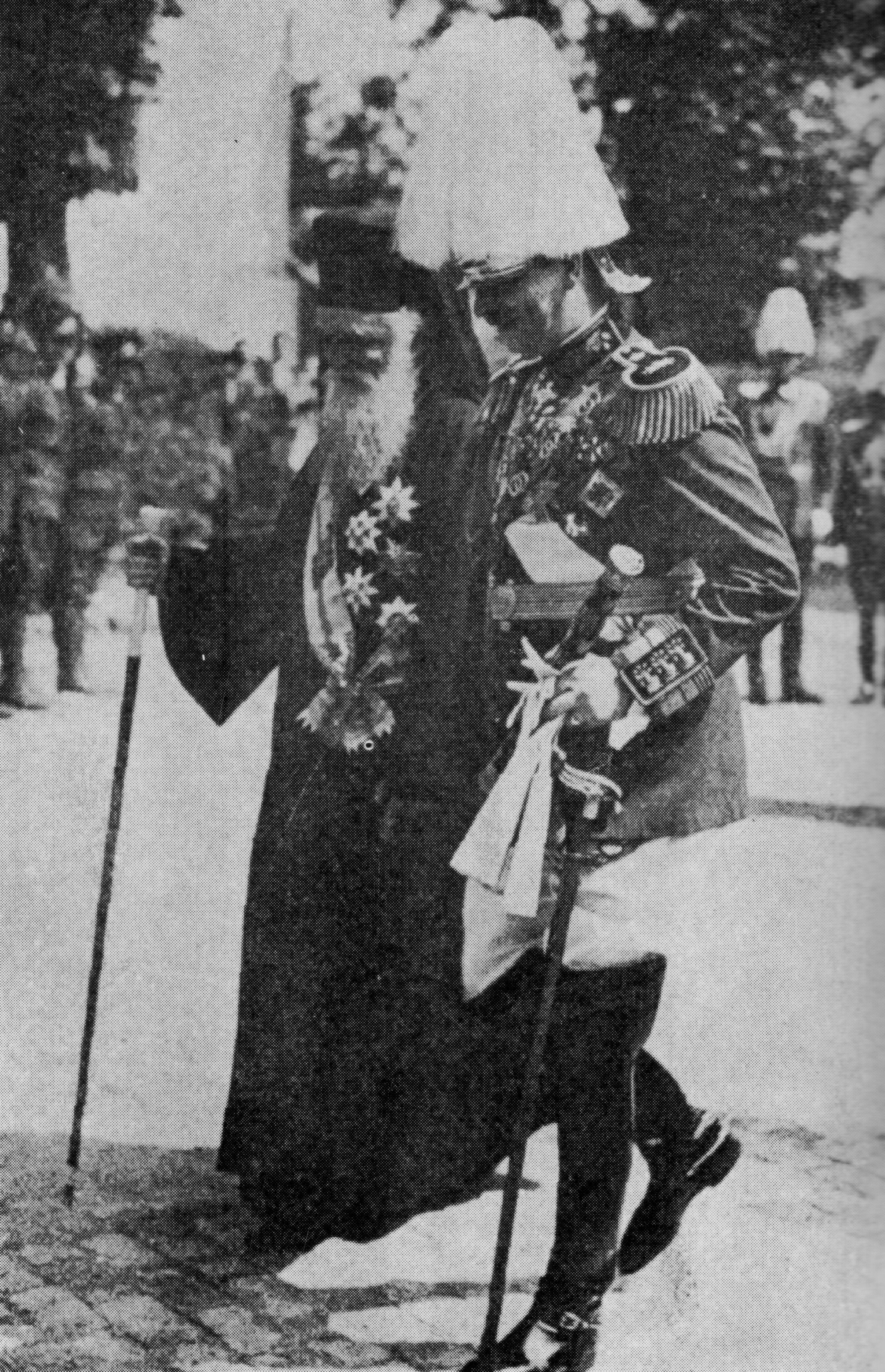
صورة تجمع البطريرك ميرون وكارول الثاني ملك رومانيا في عام 1930.

عام 1877 حاربت رومانيا بجانب الجيش الروسي وأعلنت استقلالها عن الدولة العثمانية، وبعد حرب الاستقلال الرومانية، تم منح إقليم دبروجة لرومانيا في عام 1878. في ذلك الوقت كانت غالبية سكان إقليم دبروجة من المُسلمين، ولكن سرعان ما بدأت جهود السياسة الإستعمارية في المنطقة. وكانت المنطقة مأهولة بالسكان منذ أواخر القرن السابع عشر من قبل مجموعة من المؤمنين القدامى الروس تسمى ليبوفان. واعترفت القوى العظمى باستقلال رومانيا في عام 1880، بعد تعديل الدستور الروماني للسماح بتجنيس غير المسيحيين. ومن أجل إحياء استقلال رومانيا، قام التسلسل الهرمي الأرثوذكسي في عام 1882 بحفل مباركة الزيت المقدس، وهو امتياز كان مخصصًا للبطاركة المسكونيين في القسطنطينية. وأدى الصراع الجديد مع البطريرك إلى تأخير الاعتراف القانوني لإستقلاليَّة للكنيسة الرومانيَّة الأرثوذكسيَّة لمدة ثلاث سنوات، حتى عام 1885.
تأسست مملكة رومانيا عام 1883 حين توج الملك كارول الأول، وتم الاعتراف للكنيسة الرومانية الأرثوذكسية في عام 1885، بعد سنوات من اتحاد والاشيا ومولدوفا مع رومانيا. كما وبدأ استخدام اللغة الرومانية في الليتورجيا، واستبدلت الأبجدية السيريلية مع الأبجدية الرومانية. وفي عام 1860، تأسست أول كلية للاهوت الأرثوذكسي في جامعة أليكساندرو إيوان كوزا. أصبح أعضاء التسلسل الهرمي الأرثوذكسي في المملكة أعضاء في المجمع المقدس للكنيسة الرومانية الأرثوذكسية في عام 1919. وأقيمت أسقفيات أرثوذكسية جديدة، منها في أوراديا وكلوج وتيميشوارا. ورُفع رأس الكنيسة الأرثوذكسية إلى رتبة بطريرك في عام 1925. ازدهر الفن الكنسي الأرثوذكسي في هذه الفترة بسبب تشييد الكنائس الأرثوذكسية الجديدة وخاصةً في مدن ترانسيلفانيا. كما شهدت عشرينيات القرن العشرين ظهور حركات إحياء أرثوذكسيَّة، من بينها «جيش الرب» الذي أُسس عام 1923 من قبل يوسف تريفا. ورفضت المجموعات الأرثوذكسية المحافظة استخدام التقويم الغريغوري الذي تبنته الكنيسة الرومانية الأرثوذكسية في عام 1925.
بعد الحرب العالمية الأولى، صوَّت الرومانيين في بانات وبيسارابيا وبوكوفينا وترانسيلفانيا لصالح الاتحاد مع مملكة رومانيا. تم الاعتراف بالحدود الجديدة بموجب المعاهدات الدولية في عام 1919 وعام 1920. وهكذا، فإن رومانيا التي كانت دولة متجانسة نسبياً أصبحت تضم الآن مجموعة مختلطة من الجماعات الدينية والعرقية. وفي هذه الفترة أصبح الحفاظ على التراث الثقافي للأقليات العرقية مسؤولية أساسية للطوائف البروتستانتية التقليدية، وأصبحت الكنيسة البروتستانتية مرتبطة ارتباطاً وثيقاً مع شريحة كبيرة من المجتمع المجري المحلي، وكانت الكنيسة اللوثرية تعتبر نفسها حاملاً لثقافة سكسون ترانسيلفانيا. أعلن الدستور الذي اعتمد في عام 1923 أن "الاختلافات في المعتقدات والطوائف الدينية" لا تشكل "عائقًا أمام اكتساب الحقوق السياسية أو لممارستها الحرة". كما اعترفت بكنيستين وطنيتين من خلال إعلان الكنيسة الأرثوذكسية الرومانية كطائفة مهيمنة والكنيسة الرومانية المتحدة مع روما - اليونانيّة الكاثوليكية بالأولوية على الطوائف الأخرى". ومنح قانون الطوائف عام 1928 مركزًا معترفًا به بالكامل لسبع طوائف أخرى، من بينها الكنيسة الرومانية الكاثوليكية والأرمنية والإصلاحيَّة واللوثرية والكنائس التوحيدية. وفقاً لتعداد عام 1930 كان 72% من المواطن في مملكة رومانيا من الأرثوذكس الشرقيين، وحوالي 7.9% من الكاثوليك الشرقيين، وحوالي 6.8% من اللوثريين، وحوالي 3.9% من الرومان الكاثوليك، وحوالي 2% من الإصلاحيين.

#### الحقبة الشيوعية

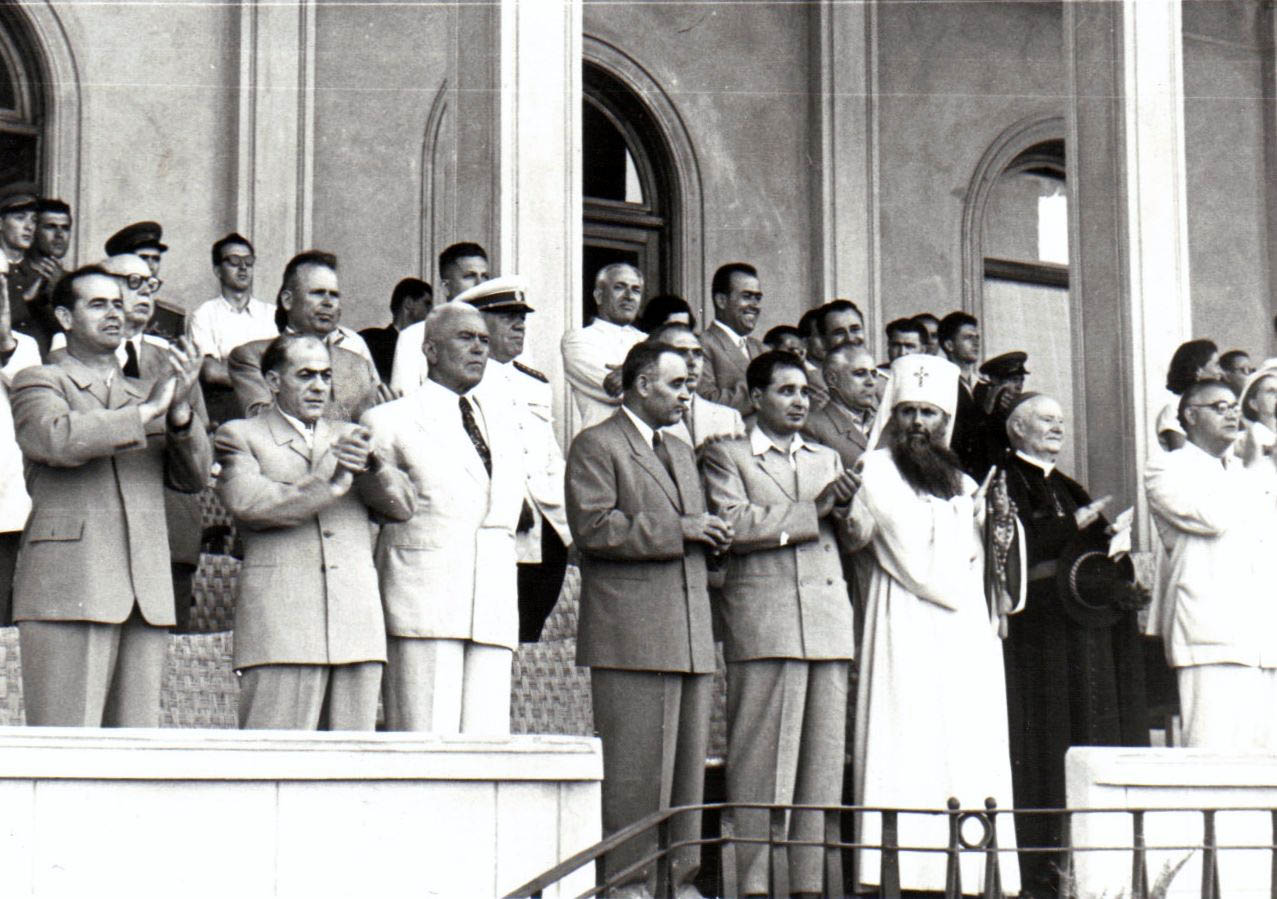
البطريرك جستنيان إلى جانب القيادة الشيوعية لرومانيا في استاد "23 أغسطس" خلال افتتاح المهرجان العالمي للشباب والطلاب عام 1953.

وفقًا للهدنة الموقعة بين رومانيا وقوات الحلفاء في عام 1944، فقدت رومانيا بيسارابيا وبوكوفينا الشمالية لصالح الاتحاد السوفيتي. وبالتالي، كانت الأبرشيات الأرثوذكسية في هذه المناطق تابعة لبطريرك الكنيسة الروسية الأرثوذكسية. وفي رومانيا، استخدم الحزب الشيوعي نفس التكتيك كما في بلدان الكتلة الشرقية الأخرى. وكان للكنيسة الرومانية الأرثوذكسية تاريخ طويل في الخضوع للحكم الأجنبي، وعندما تولى الشيوعيون السلطة بعد تحرير الجيش السوفياتي لرومانيا، استخدم الشيوعيون هذا التقليد لصالحهم. وكفلت الحكومة أن يكون البطريرك دائمًا من الموالين لهم، وتم اقالة الكهنة الذين عارضوا الشيوعيين. وبموجب مبدأ الإلحاد الماركسي اللينيني، اتخذت جمهورية رومانيا الاشتراكية موقفًا معاديًا ضد الدين، وركزت على الهدف النهائي لمجتمع ملحد. وعلى الرغم من أن هذه الدساتير المتعاقبة وفرت حدًا دينيًا للحرية الدينية، فإن النظام في الواقع كان لديه سياسة لتعزيز الإلحاد، إلى جانب الاضطهاد الديني. وكان دور الهيئات الدينية مقصورًا على دور العبادة، كما أن أي المظاهرات الواضحة محظورة تمامًا. وتحولت العديد من الكنائس إلى متاحف الإلحاد. وأصبحت الكنيسة الأرثوذكسية تابعة للدولة بالكامل من خلال تعيين البطاركة المتعاطفين مع الشيوعيين، وتم اعتقال أكثر من 1,700 رجل دين أرثوذكسي من أصل 9,000 رجل دين أرثوذكسي في رومانيا بين عام 1945 وعام 1948. في عام 1948 ومن أجل تقليل دور رجال الدين في المجتمع، اعتمدت الحكومة مرسومًا بتأميم ممتلكات الكنيسة، بما في ذلك المدارس. وسجن أكثر من 5,000 من الكهنة الأرثوذكس، وقتل أكثر من 400 كاهن من أتباع الطقوس الرومانية الشرقية بعد حظر مجتمعهم. وتم سجن حوالي 1,700 من موظفي الأسقفية الأرثوذكسية في كلوج.
حدث بعض الانتعاش الديني في جمهورية رومانيا الاشتراكية في الثمانينيات من القرن العشرين وأصبح المشاركة في الممارسات الدينية أكثر انفتاحًا، وهو ما سمحت به السلطات. وكان هذا التسامح مصحوبا بقمع لا يرحم، حيث تعرض الزعماء الدينيين الكاريزميين للمضايقات والسجن والهجرة القسرية (وربما يحتمل أيضًا قتلهم). وكانت التجمعات الدينية التي أصبحت أكبر بسبب هذه الانتعاش تواجه صعوبات كبيرة في محاولة توسيع مرافقها، والبعض حاول القيام بذلك دون إذن من الحكومة مما أدى إلى هدم البناء الجديد. طباعة واستيراد الأناجيل كان صعبا جدًا، ويُقال إن الأناجيل أن أصبحت تصنع كورق التواليت. وصل النظام الشيوعي إلى نهاية مفاجئة في 22 ديسمبر 1989. وبدأ الشاعر ميرسيا دينيسكو، الذي كان أول من تحدث على التلفزيون الروماني المحرر، بيانه بعبارة: «لقد عاد الله وجهه نحو رومانيا مرة أخرى».

#### رومانيا بعد 1989

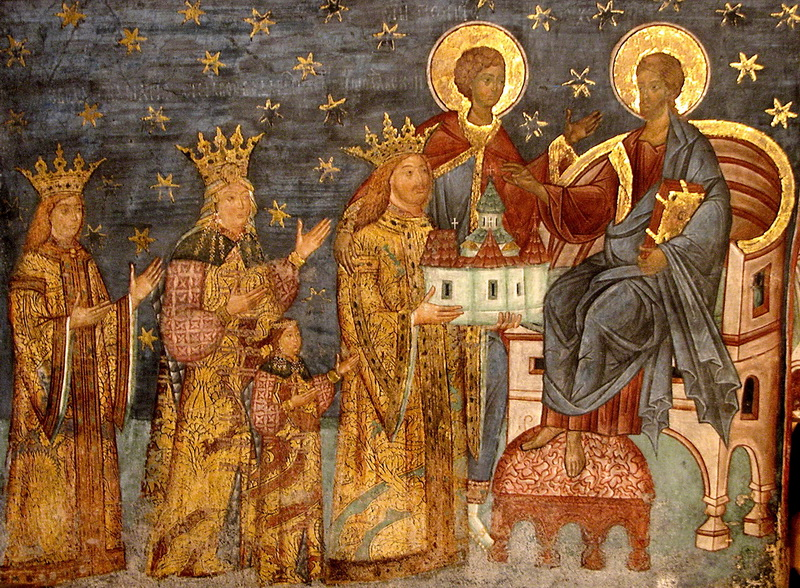
بعد سقوط الشيوعية ضم المجمع المقدس قديسين جدد، من بينهم شتيفان الكبير.

يضمن الدستور الجديد لرومانيا، الذي اعتمد في عام 1992، حرية الفكر والرأي والمعتقدات الدينية وتجلى ذلك بروح من التسامح والاحترام المتبادل. ويُعترف حاليًا بثمانية عشرة مجموعة من الطوائف الدينية في البلاد. كما وتم تسجيل أكثر من 350 جمعية دينية أخرى، لكنها لا تتمتع بالحق في بناء دور العبادة أو لأداء طقوس المعمودية أو الزواج أو الدفن. ومنذ سقوط الشيوعية، فتحت حوالي أربع عشرة كلية ومعهد لاهوتي أرثوذكسي جديد، وأعيد فتح الأديرة الأرثوذكسية، وتم تأسيس عدد من الأديرة الجديدة. وقد ضم المجمع المقدس قديسين جدد، من بينهم شتيفان الكبير (1457-1504)، وأعلن يوم الأحد الثاني بعد عيد العنصرة. وتم استعادة تسلسل الكنيسة الرومانية المتحدة مع روما - اليونانيّة الكاثوليكية بالكامل في عام 1990. وكانت الأبرشيات الرومانية الكاثوليكية الأربعة في ترانسيلفانيا، والتي تتألف أساسًا من السكان المتحدثين باللغة المجرية، تأمل في أن تكون متحدة في مقاطعة كنسية متميزة، ولكن فقط ألبا إيوليا تم رفعها إلى مطرانية ووضعت مباشرة تحت ولاية الكرسي الرسولي في عام 1992. بعد نزوح سكسون ترانسيلفانيا إلى ألمانيا، لم يبق سوى 30 ألف من أعضاء الكنيسة اللوثرية الألمانية في رومانيا بحلول نهاية عام 1991 ليصل إلى 5,399 عام 2011 نتيجة الهجرة إلى الخارج.
وفقًا لتعداد عام 2011، كان 81.0% من مجموع سكان رومانيا من الأرثوذكس الشرقيين، وحوالي 4.3% رومان كاثوليك، وحوالي 2.9% إصلاحيين، وحوالي 1.8% خمسنيين، وحوالي 0.7% كاثوليك شرقيين، وحوالي 0.5% معمدانيين. وفقا لمركز بيو، بلغت نسبة المسيحيين في رومانيا نحو 99.5% في 2010، ومن المتوقع أن تصبح النسبة نحو 99.4% بحلول عام 2050. وبحسب دراسة لمعهد بيو أظهرت نتائج إحصائية بين عام 2015 حتى 2016 على عينة من 1,361 شخص أن حوالي 91% من الرومانيين قالوا أنهم مسيحيين. وبحسب بيانات من دراسة القيم الأوروبية بين عام 2008 حتى 2010 قال 97.1% من المستجيبين الشباب من عمر 16 وسن 24 في رومانيا أنهم ينتمون إلى طائفة مسيحية، وبحسب مركز بيو للأبحاث عام 2010 وصلت أعداد شباب رومانيا المسيحيين بين سن 15 إلى 29 سنة حوالي 4.45 مليون (99%) من أصل 4.47 مليون شاب روماني. وفقاً لمركز بيو تربى نحو 98% من السكان على المسيحية، بينما يعتبر 98% من السكان أنفسهم مسيحيين في عام 2017، أي أن حوالي 100% ممن تربوا على المسيحية في رومانيا، يعرفون عن أنفسهم كمسيحيين اليوم. في يونيو عام 2019 قام البابا فرنسيس بزيارة إلى رومانيا، حيث قام بتطويب سبعة أساقفة كاثوليك في رومانيا، والذين فقدوا حياتهم خلال الفترة الممتدة بين عام 1950 وعام 1970، وذلك إبان الحكم الشيوعي لرومانيا. وكان رجال الدين السبعة اعتقلوا ثم ماتوا بسبب التعذيب والأمراض والعمل القسري. كما وقام البابا فرنسيس بالالتقاء مع الأقلية المجرية في رومانيا، وكان البابا قد قام بزيارة رومانيا «للسير» نحو الوحدة مع الأرثوذكس.

## الطوائف المسيحية

### الكنيسة الأرثوذكسية الشرقية

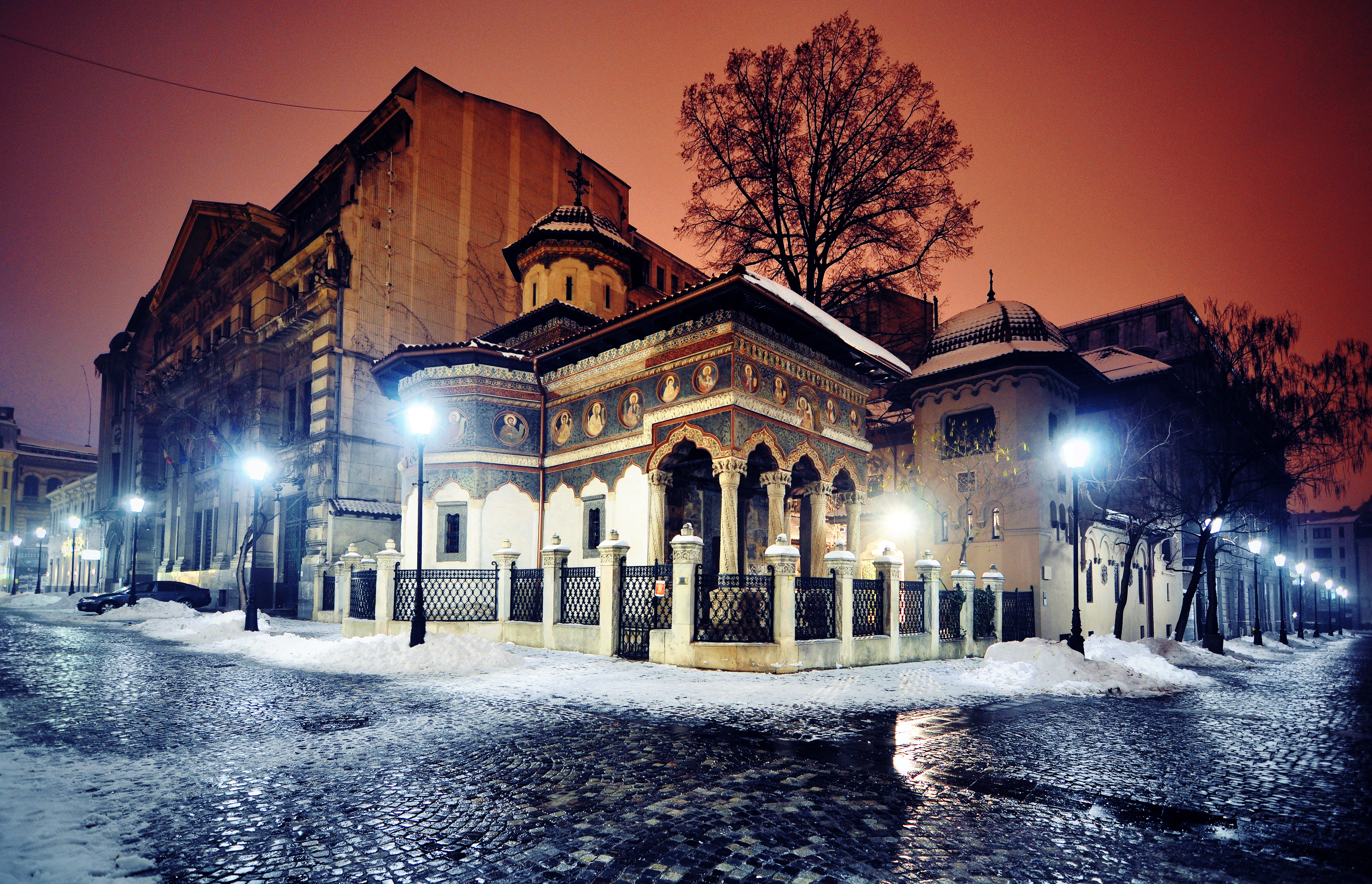
دير أرثوذكسي في بوخارست؛ وهو من مواقع التراث العالمي.

تُعتبر الكنيسة الرومانية الأرثوذكسية كنيسة وطنية وبحسب تقليدها الكنسي فأن مؤسسها هو أندراوس أحد رسل المسيح الاثنا عشر، والذي امتد نطاق عمله التبشيري حتى جبال الكرباث ونهر الدانوب، وكانت دائما خاضعة لسلطة بطريركية القسطنطينية. ولكنها تحولت لكنيسة مستقلة عام 1885. في سنة 2011 وجدت الدراسات أن حوالي 81% من مجمل السكان في رومانيا، وحوالي 93.6% من مجمل السكان من العرقية الرومانية يتبع الكنيسة الرومانية الأرثوذكسية. وبحسب التعداد السكاني سنة 2011 فإن 96.1% من سكان العاصمة بوخارست من أتباع الكنيسة الرومانية الأرثوذكسية.
هناك حضور لبعض الأقليات الإثنية الأرثوذكسية، منهم حوالي حوالي 40,000 أوكراني وحوالي 5,840 روسي يبتعون طقوس الكنيسة الروسية الأرثوذكسية إلى جانب 17,000 روسي من المؤمنين القدماء، وحوالي 14,000 صربي يتبعون طقوس الكنيسة الصربية الأرثوذكسية، وحوالي 3,440 يوناني من أتباع الكنيسة اليونانية الأرثوذكسية وحوالي 400 أرمني من أتباع كنيسة الأرمن الأرثوذكس. وتتواجد أقلية تركية رومانية أرثوذكسية يصل تعدادها إلى حوالي 530 شخص وأقلية من التتار الأرثوذكس يصل تعدادها إلى حوالي 165 شخص.

### البروتستانتية

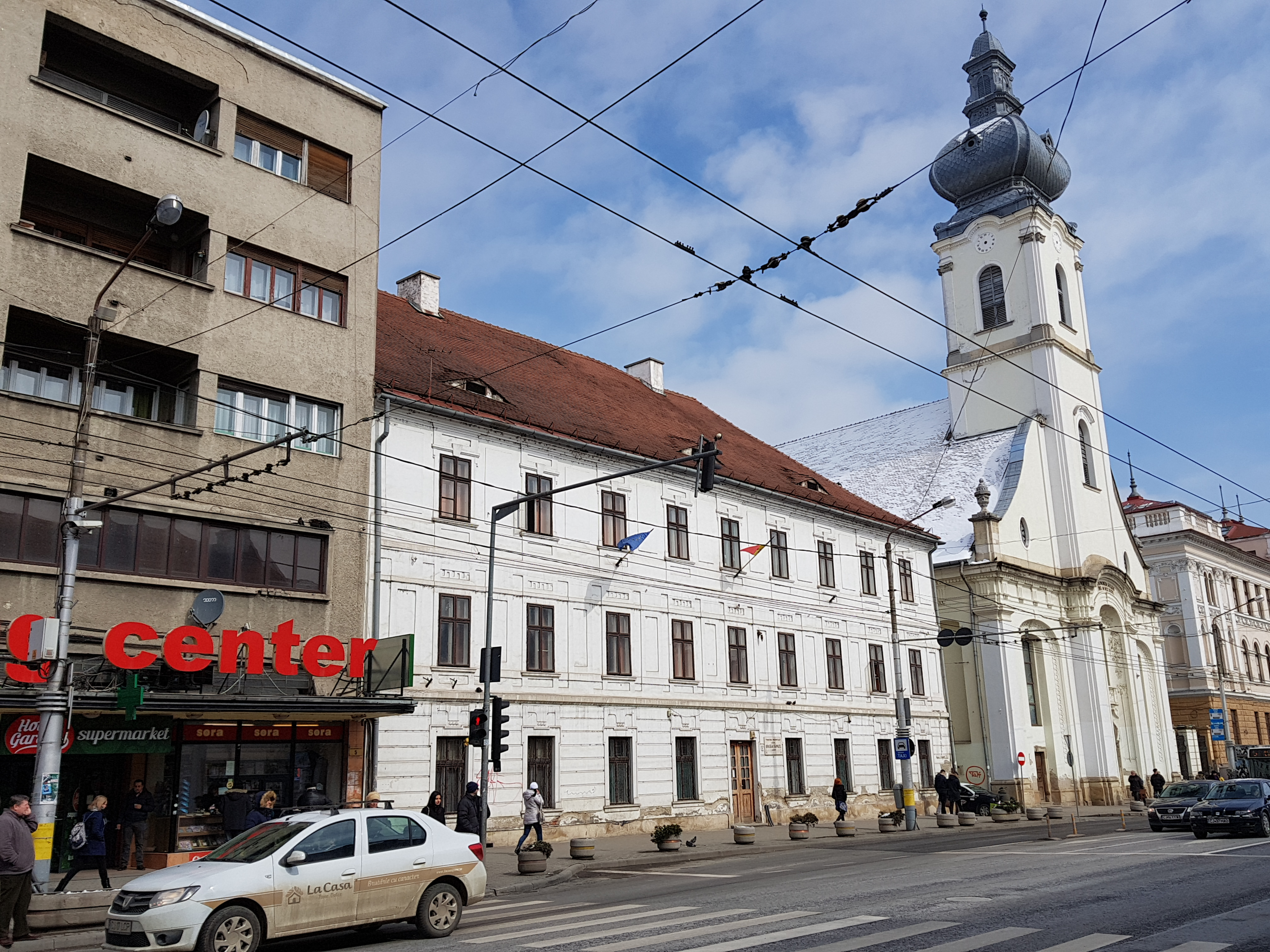
كنيسة توحيدية في كلوج نابوكا.

تُشّكل الكنائس البروتستانتية حوال 6.2% من مجمل السكان، وتتصدر الكنيسة الإصلاحية كبرى الكنائس البروتستانتية في البلاد مع حوالي 2.9% من مجمل السكان، تليها المذهب الخمسيني (1.5%). الغالبيّة العظمى من أتباع الكنيسة اللوثرية في البلاد هم من العرقية الألمانيّة سكسون ترانسيلفانيا التي اشتركت تاريخياً في إقرار أوغسبورغ، في حين أنَّ الغالبيّة من أتباع الكنيسة الإصلاحية والتوحيدية هم من العرقية المجريّة. في حين يُشكل الرومانيون غالبية أتباع المذهب الخمسيني والمعمداني والسبتي والإنجيلي. ويوجد مركز هام للكنيسة المعمدانية في رومانيا، ويبلغ عدد أعضاء الكنيسة حوالي 22,294 شخص. ويتركز الوجود لأتباع كل من الكنيسة الرومانية الكاثوليكية والبروتستانتية في ترانسيلفانيا وكريشانا في بيهور.
الكنيسة التوحيدية في ترانسيلفانيا هي كنيسة مسيحية توحيدية، ومقرها في مدينة كلوج نابوكا في ترانسيلفانيا، رومانيا. تأسست الكنيسة في عام 1568 في إمارة ترانسيلفانيا، حيث تمتعت بتأييد الأغلبية المجرية، وهي حاليًا واحدة من 16 طائفة دينية حاصلة على اعتراف رسمي من قبل الدولة الرومانية. وتعمل الكنيسة التوحيدية في ترانسيلفانيا جنباً إلى جنب الكنيسة البروتستانتية الكالفينية واثنين من أجسام الكنائس اللوثرية في رومانيا (الكنيسة الإنجيلية اللوثرية والكنيسة الإنجيلية الاعترافيَّة) في إدارة معهد اللاهوت البروتستانتي في مدينة كلوج نابوكا، حيث تملك الكنيسة التوحيدية قسم متميز. وبالإضافة إلى ذلك، تملك الكنيسة اثنين من المؤسسات التعليمية الدينية التي تعمل على مستوى عال.
في إحصاء التعداد السكاني من عام 2002 كان حوالي 46.5% من المجريين في رومانيا من أتباع الكنيسة الإصلاحية وحوالي 41% من الرومان الكاثوليك وحوالي 4.5% توحيديين وحوالي 2% أرثوذكس وحوالي 4.7% من أتباع الطوائف المسيحية الأخرى. كما أنه وفقًا لتعداد السكان عام عام 2002 كان حوالي 81.9% من الغجر من أتباع الكنيسة الرومانية الأرثوذكسية وحوالي 6.4% خمسينيين وحوالي 3.8% رومان كاثوليك. ووفقاً لتعداد السكان عام 2011 كان حوالي 59.1% من العرقية الألمانيّة من الرومان الكاثوليك وحوالي 9% من أتباع الكنيسة اللوثرية وحوالي 7.9% من الأرثوذكس الشرقيين في حين كان حوالي 40% من أتباع الطوائف المسيحية الأخرى.

### الكاثوليكية

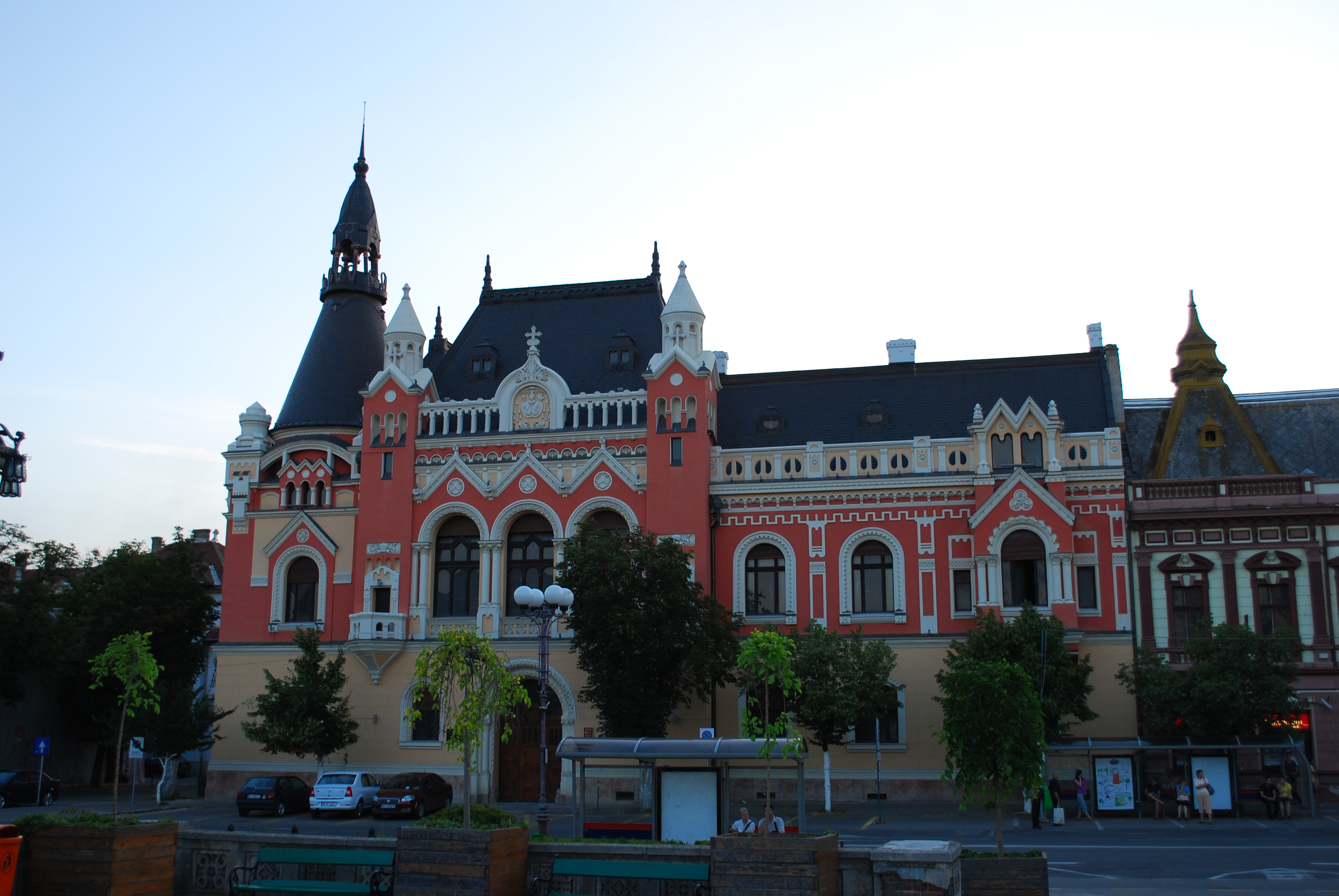
مقر أسقف الكنيسة الرومانية اليونانيّة الكاثوليكية؛ في أوراديا.

الكنيسة الكاثوليكية الرومانية هي جزء من الكنيسة الكاثوليكية العالمية في ظل القيادة الروحية للبابا في روما. تتمركز إدارة الكنيسة اللاتينية في رومانيا بمدينة بوخارست، وتتألف من أسقفيتين وأربع أبرشيات أخرى. وهي تُشكل ثاني أكبر طائفة رومانية بعد الكنيسة الرومانية الأرثوذكسية وواحدة من 16 ديانة مٌعترف بها من قِبل الدولة. أشارت بيانات التعداد السكاني لعام 2011 إلى أن عدد أتباع الكنيسة الرومانية الكاثوليكية يصل إلى حوالي 870,774 عضو ويُشكلون حوالي 4.3% من مجمل السكان، وتتكوّن الجماعة الكاثوليكيّة التي تتبع الطقس اللاتيني من أقليات عرقيّة مختلفة أبرزها المجريون (500,444)، والرومانيون (297,246)، والألمان سكسون ترانسيلفانيا (21,324) والغجر (20,821). فضلًا عن 27,296 كاثوليكي من خلفيات إثنيّة مختلفة منها الإيطاليَّة والسلوفاكيّة والبلغاريَّة والكرواتيَّة والبولندية والتشيكيّة. ويعيش معظم الرومان الكاثوليك في منطقة ترانسيلفانيا وإقليم باكاو في مولدافيا.
الكنيسة الرومانية المتحدة مع روما - اليونانيّة الكاثوليكية هي كنيسة شرقية، وكاثوليكية يعود تاريخ تأسيسها إلى عام 1698؛ وتُعتبر الكنيسة أيضاً من دوحة التراث البيزنطي تاريخيًا وطقسيًا وثقافيًا، أما إيمانيًا، فهي جزء من الكنيسة الكاثوليكية التي تقرّ بسيادة البابا، رغم ذلك، للكنيسة الأوكرانيّة الكاثوليكيّة بطريركها الخاص وأساقفتها. للكنيسة سلطة قضائية منفصلة وخمس أبرشيات وأسقفية واحدة يرأسها رئيس أساقفة خاص بها، وكان وجودها تاريخياً الأبرز والأهم في ترانسيلفانيا. غالبية أعضائها من الرومانيين، بالإضافة إلى أقلية من الأوكرانيين يعيشون في شمال رومانيا، كما أنَّ أغلب كهنتها من المتزوجين. بحسب التعداد السكاني عام 2011 كان هناك حوالي 150,593 كاثوليكي شرقي أغلبيتهم من العرقيَّة الرومانيَّة ويتبعون الكنيسة الرومانية المتحدة مع روما - اليونانيّة الكاثوليكية ويُشكلّون حوالي 0.9% من سكان البلاد. ويخضع أعضاء الجالية الأرمنية الكاثوليكيَّة لنيابة غيرلا الرسولية. في عام 1918 كان غالبية سكان ترانسيلفانيا يتبعون للكنيسة الرومانية المتحدة مع روما - اليونانيّة الكاثوليكية.

## ديموغرافيا

### التعداد السكاني
|                            | الطوائف المسيحية                       | تعداد 2011 |
| -------------------------- | -------------------------------------- | ---------- |
| الطوائف المسيحية التقليدية | الكنيسة الرومانية الأرثوذكسيَّة          | 16,307,004 |
| الطوائف المسيحية التقليدية | الكنيسة الرومانية الكاثوليكية          | 870,774    |
| الطوائف المسيحية التقليدية | لكنيسة الرومانية اليونانيّة الكاثوليكية | 150,593    |
| الطوائف المسيحية التقليدية | المؤمنون القدماء                       | 32,558     |
| الطوائف المسيحية التقليدية | الكنيسة الصربية الأرثوذكسية            | 14,385     |
| الطوائف المسيحية التقليدية | الكنيسة الأرمنية الأرثوذكسية           | 393        |
| الطوائف المسيحية التقليدية | الكنيسة الإصلاحية                      | 600,932    |
| الطوائف المسيحية التقليدية | الكنيسة التوحيدية                      | 57,686     |
| الطوائف المسيحية التقليدية | الكنيسة اللوثرية الألمانية             | 5,399      |
| الطوائف المسيحية التقليدية | الكنيسة اللوثرية المجرية               | 20,168     |
| الطوائف المسيحية الحديثة   | الخمسينية                              | 362,314    |
| الطوائف المسيحية الحديثة   | الكنيسة المعمدانية                     | 112,850    |
| الطوائف المسيحية الحديثة   | الأدفنتست                              | 80,944     |
| الطوائف المسيحية الحديثة   | الإنجيلية                              | 42,495     |
| الطوائف المسيحية الحديثة   | الكنائس الإنجيلية الرومانية            | 15,514     |
| الطوائف المسيحية الحديثة   | شهود يهوه                              | 49,820     |

### حسب الأقاليم
| الديانة حسب الإقليم (2011) | الأرثوذكس | الكاثوليك | البروتستانت | توحيديون | شهود يهوه | مجمل المسيحيون |
| -------------------------- | --------- | --------- | ----------- | -------- | --------- | -------------- |
| إقليم ألبا                 | 82.3%     | 3.6%      | 6.6%        | 0.4%     | 0.5%      | 93.4%          |
| مقاطعة أراد                | 70.0%     | 8.9%      | 13.7%       | 0.01%    | 0.1%      | 92.7%          |
| مقاطعة أرغيس               | 94.0%     | 0.1%      | 1.5%        | *        | 0.03%     | 96.5%          |
| إقليم باكاو                | 81.2%     | 8.6%      | 1.4%        | *        | 0.1%      | 91.3%          |
| مقاطعة بيهور               | 55.8%     | 10.5%     | 24.1%       | 0.04%    | 0.2%      | 90.6%          |
| مقاطعة بيستريتا-ناسود      | 79.1%     | 2.9%      | 13.4%       | 0.01%    | 0.5%      | 96.9%          |
| إقليم بوتوشان              | 90.8%     | 0.1%      | 4.1%        | *        | 0.1%      | 95.1%          |
| مقاطعة براسوف              | 79.9%     | 3.8%      | 7.7%        | 0.9%     | 0.4%      | 92.7%          |
| مقاطعة برايلا              | 92.6%     | 0.2%      | 0.5%        | *        | 0.04%     | 93.3%          |
| بوخارست                    | 96.1%     | 1.6%      | 0.9%        | 0.04%    | 0.09%     | 97.1%          |
| إقليم بوزاو                | 93.8%     | 0.1%      | 1.1%        | *        | *         | 95.0%          |
| مقاطعة كاراس-سيفيرين       | 78.6%     | 6.1%      | 3.4%        | *        | 0.06%     | 88.1%          |
| مقاطعة كالاراسي            | 90.6%     | 0.1%      | 1.1%        | *        | 0.04%     | 91.8%          |
| مقاطعة كلوج                | 68.4%     | 6.6%      | 15.5%       | 1.0%     | 0.8%      | 92.3%          |
| إقليم كونستانتسا           | 83.0%     | 0.6%      | 1.2%        | *        | 0.04%     | 84.8%          |
| مقاطعة كوفاسنا             | 21.2%     | 34.8%     | 35.6%       | 4.1%     | 0.4%      | 96.1%          |
| مقاطعة دامبوفيتا           | 92.9%     | 0.1%      | 3.0%        | *        | 0.03%     | 96.0%          |
| مقاطعة دولج                | 93.5%     | 0.1%      | 0.7%        | *        | 0.06%     | 94.3%          |
| إقليم غالاتس               | 90.7%     | 0.3%      | 2.0%        | *        | 0.04%     | 93.0%          |
| مقاطعة غورج                | 94.5%     | 0.2%      | 1.1%        | *        | 0.09%     | 95.8%          |
| مقاطعة جورجيو              | 87.6%     | 0.3%      | 0.7%        | *        | 0.1%      | 88.7%          |
| مقاطعة هارغيتا             | 16.9%     | 55.4%     | 15.3%       | 7.0%     | 0.5%      | 95.1%          |
| مقاطعة هوندوارا            | 80.6%     | 4.5%      | 7.4%        | 0.1%     | 0.5%      | 93.1%          |
| مقاطعة إيالوميتا           | 91.6%     | 0.07%     | 1.8%        | *        | 0.07%     | 93.5%          |
| إقليم ياش                  | 84.7%     | 2.8%      | 1.7%        | *        | 0.1%      | 89.3%          |
| مقاطعة إلفوف               | 85.5%     | 3.5%      | 1.1%        | *        | 0.08%     | 90.1%          |
| مقاطعة ماراموري            | 72.1%     | 10.5%     | 7.9%        | 0.02%    | 0.9%      | 91.4%          |
| مقاطعة مهديني              | 90.4%     | 0.7%      | 0.7%        | *        | 0.09%     | 91.8%          |
| مقاطعة موريس               | 51.5%     | 13.2%     | 25.4%       | 2.1%     | 1.3%      | 93.5%          |
| مقاطعة نيامتس              | 85.8%     | 3.9%      | 1.0%        | *        | 0.08%     | 90.7%          |
| مقاطعة أولت                | 89.1%     | 0.1%      | 0.5%        | *        | 0.08%     | 89.7%          |
| مقاطعة يراهوفا             | 94.7%     | 0.08%     | 2.4%        | *        | *         | 97.1%          |
| مقاطعة ساتو ماري           | 50.4%     | 21.4%     | 23.4%       | *        | 0.7%      | 95.9%          |
| مقاطعة سالاج               | 60.7%     | 4.4%      | 31.0%       | *        | 0.5%      | 96.6%          |
| مقاطعة سيبيو               | 87.2%     | 2.5%      | 5.6%        | 0.02%    | 0.05%     | 95.3%          |
| إقليم سوتشيافا             | 84.0%     | 1.0%      | 10.9%       | *        | 0.3%      | 96.2%          |
| مقاطعة تيليورمان           | 93.3%     | 0.01%     | 1.5%        | *        | 0.05%     | 94.8%          |
| مقاطعة تيميتش              | 77.2%     | 8.6%      | 9.5%        | 0.01%    | 0.1%      | 95.4%          |
| مقاطعة تولسيا              | 88.0%     | 0.09%     | 7.4%        | *        | 0.01%     | 95.5%          |
| إقليم فاسلوي               | 90.1%     | 1.3%      | 2.0%        | *        | 0.05%     | 93.4%          |
| مقاطعة فالسيا              | 94.6%     | 0.1%      | 0.5%        | *        | 0.03%     | 95.2%          |
| إقليم فرنتشيا              | 90.5%     | 1.3%      | 2.4%        | *        | 0.05%     | 94.2%          |

## الإلترام الديني

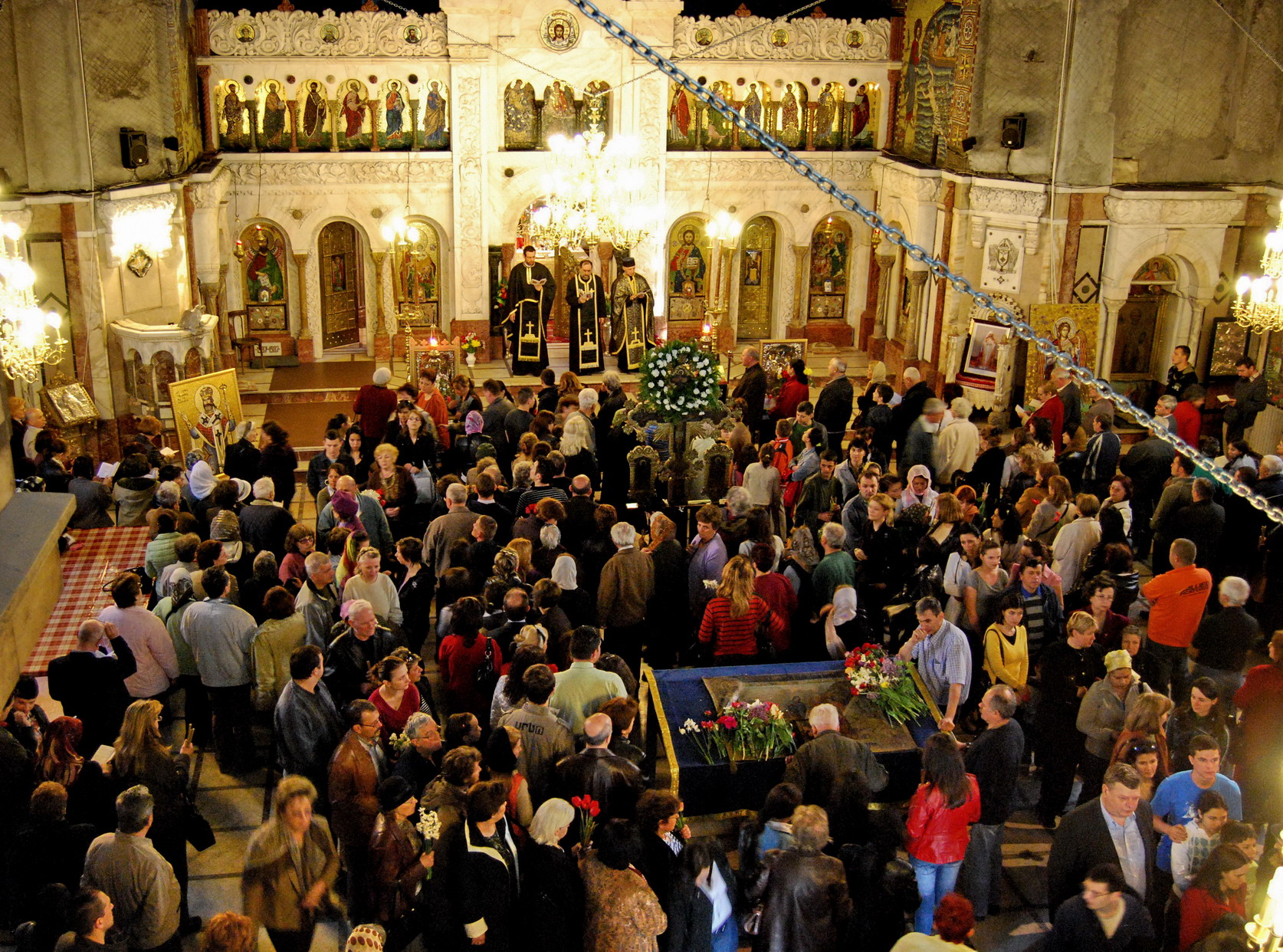
رومانيين أرثوذكس يؤدون الصلوات خلال الجمعة الحزينة.

وجدت دراسة قامت بها مركز بيو للأبحاث عام 2015 أنَّ حوالي 95% من الرومانيين يؤمنون في الله، وحوالي 90% منهم يعتبرون للدين أهميَّة في حياتهم، وقد وجدت الدراسة التي قامت بها مركز بيو للأبحاث عام 2015 أنَّ حوالي 21% من الرومانيين يُداومون على حضور القداس على الأقل مرة في الأسبوع، بالمقارنة مع 55% يُداومون على على حضور القداس على الأقل مرة في الشهر أو السنة. في حين أنَّ 42% من الرومانيين الأرثوذكس يُداومون على الصلاة يوميًا.
وقد وجدت الدراسة أيضًا أنَّ حوالي 71% من الرومانيين الأرثوذكس يُداوم على طقس المناولة ويصوم حوالي 58% خلال فترات الصوم. ويقدم حوالي 41% منهم الصدقة أو العُشور، ويقرأ حوالي 25% الكتاب المقدس على الأقل مرة في الشهر، في حين يشارك 24% معتقداتهم مع الآخرين. ويملك حوالي 95% من الرومانيين الأرثوذكس أيقونات مقدسة في منازلهم، ويضيء حوالي 94% الشموع في الكنيسة، ويرتدي 58% الرموز المسيحيَّة. عمومًا حصل حوالي 100% من مجمل الرومانيين الأرثوذكس على سر المعمودية، ويقوم 67% من الأهالي الرومانيين الأرثوذكس بالتردد مع أطفالهم للكنائس، ويقوم 63% بإلحاق أولادهم في مؤسسات للتعليم الديني و48% بالمداومة على قراءة الكتاب المقدس والصلاة مع أولادهم.

### الهوية
قال حوالي 74% من الرومانيين أن كون المرء مسيحيًا هو جزءًا «هامًا ومركزي» أو إلى «حد ما» من الهوية الوطنية. وينقسم الرومانيين الأرثوذكس بين أولئك الذين يقولون أن جوهر هويتهم المسيحيَّة هي في المقام الأول مسألة دينيَّة (32%)، وأولئك الذين يقولون أن هويتهم المسيحيَّة مرتبطة أساسًا بالتقاليد العائلية أو الهوية الوطنية (48%)، وأولئك الذين يقولون أنَّ هويتهم المسيحيَّة هي مزيج من الدين والتقاليد العائلية أو الهوية الوطنية (19%).
بحسب الدراسة قال حوالي 90% من الرومانيين الأرثوذكس بأنَّ هويتهم المسيحيَّة هي مصدر فخر واعتزاز بالنسبة لهم، في حين قال 54% من الرومانيين الأرثوذكس أنَّ لديهم شعور قوي بالانتماء للمجتمع الأرثوذكسي في العالم، وقال 100% من الرومانيين الأرثوذكس أنَّه سيربي أبناه على الديانة المسيحيَّة. ويوافق 74% من الرومانيين على التصريح أنَّ الأرثوذكسيَّة هي عاملًا هامًا لكي تكون وطنيًا.

### القضايا الإجتماعية والأخلاقية والسياسية
يعتبر حوالي 82% من الرومانيين أن تعاطي المخدرات عمل غير أخلاقي، و87% يعتبر أن الدعارة عمل غير أخلاقي، ويعتبر حوالي 82% المثلية الجنسية عمل غير أخلاقي، ويعتبر حوالي 60% الإجهاض عمل غير أخلاقي، ويعتبر حوالي 37% أن شرب الكحول عمل غير أخلاقي، في حين يعتبر حوالي 41% العلاقات الجنسية خارج إطار الزواج ممارسة غير أخلاقية، ويعتبر حوالي 29% الطلاق عمل غير أخلاقي. ويؤيد 27% من الرومانيين الأرثوذكس زواج المثليين.
يؤيد 65% من الرومانيين الأرثوذكس تصريح أنَّ «روسيا ملتزمة في حماية المسيحيين الأرثوذكس خارج حدودها»، ويرى حوالي 5% من الرومانيين الأرثوذكس أنَّ بطريركية موسكو هي أعلى سلطة دينية في العالم الأرثوذكسي، بالمقارنة مع 16% يرى أنَّ بطريركية القسطنطينية المسكونية هي أعلى سلطة دينية، ويرى 58% أن الكنيسة الرومانية الأرثوذكسية هي أعلى سلطة دينيَّة. يرى حوالي 45% من الرومانيين أن الأرثوذكسية هي عامل أساسي لكي تكون مواطن روماني حقيقي. ويتفق 66% من الرومانيين الأرثوذكس مع تصريح «شعبي ليس كاملًا، لكن ثقافتنا متوفقة على الآخرين».

## معرض الصور

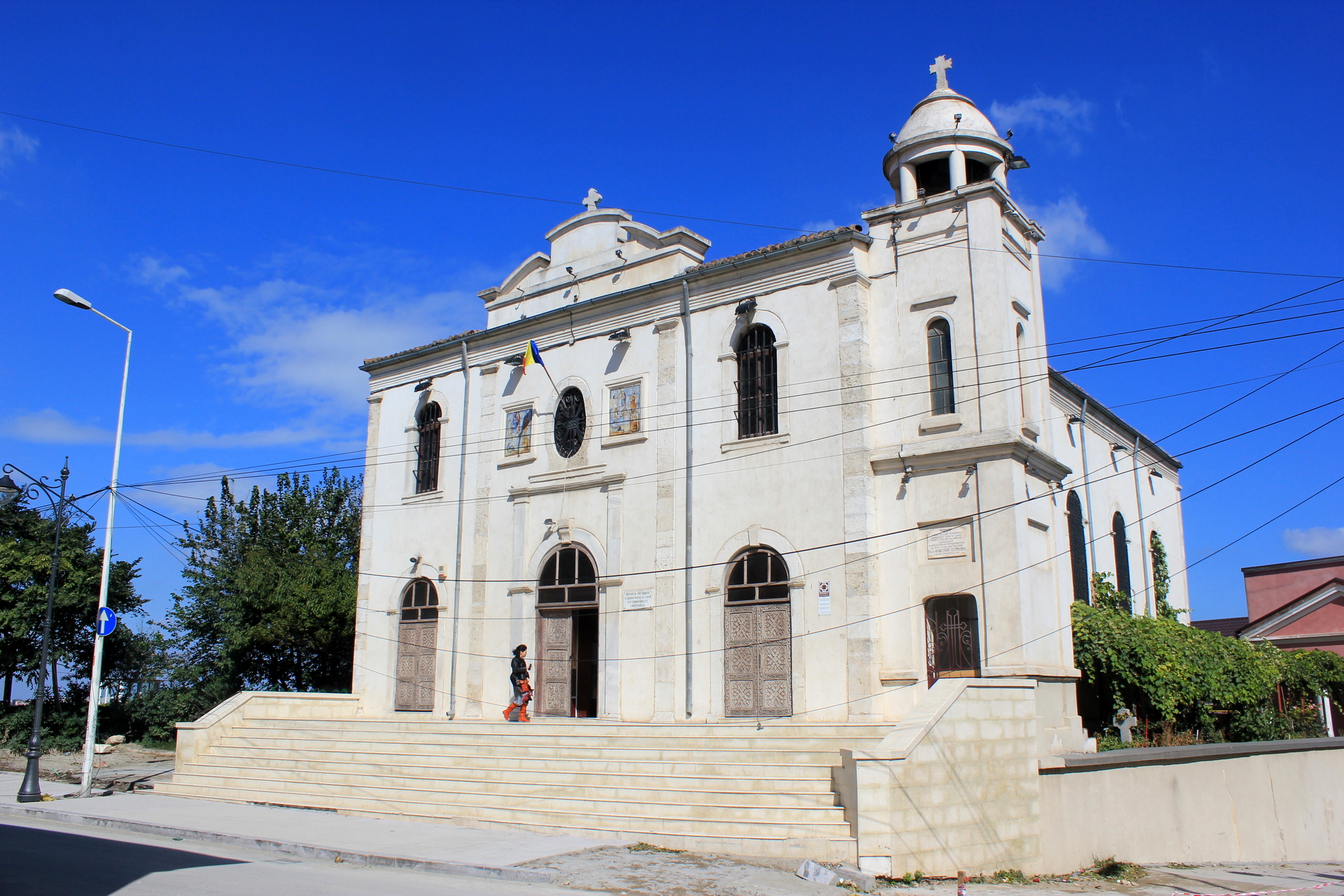
الكنيسة اليونانية الأرثوذكسية في كونستانتسا
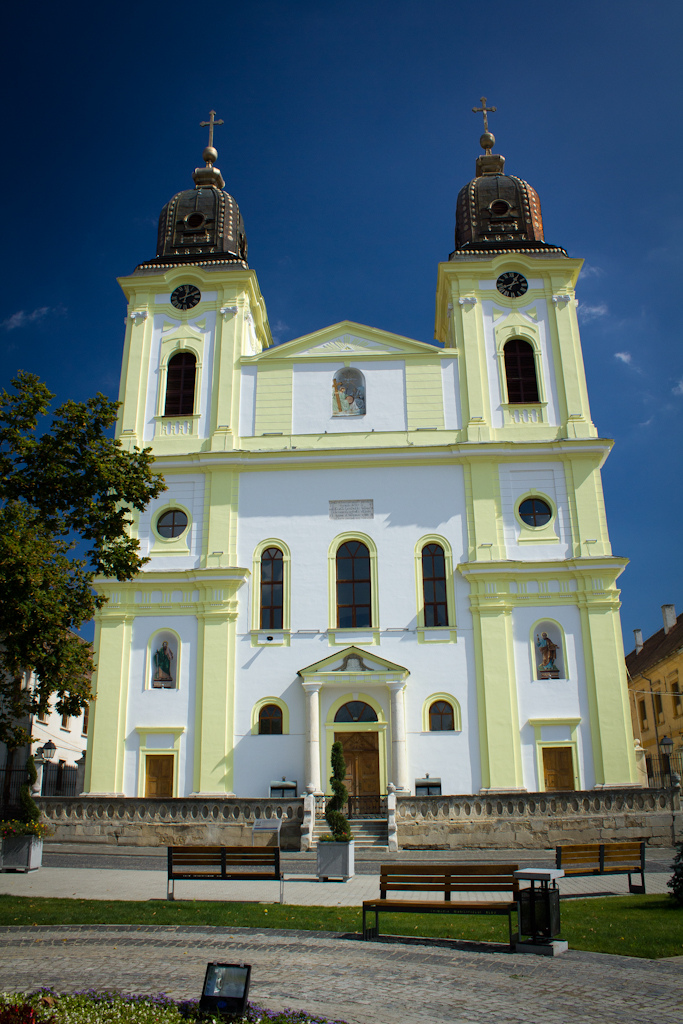
مقر الكنيسة الرومانية اليونانيّة الكاثوليكية في بلاج بإقليم ألبا
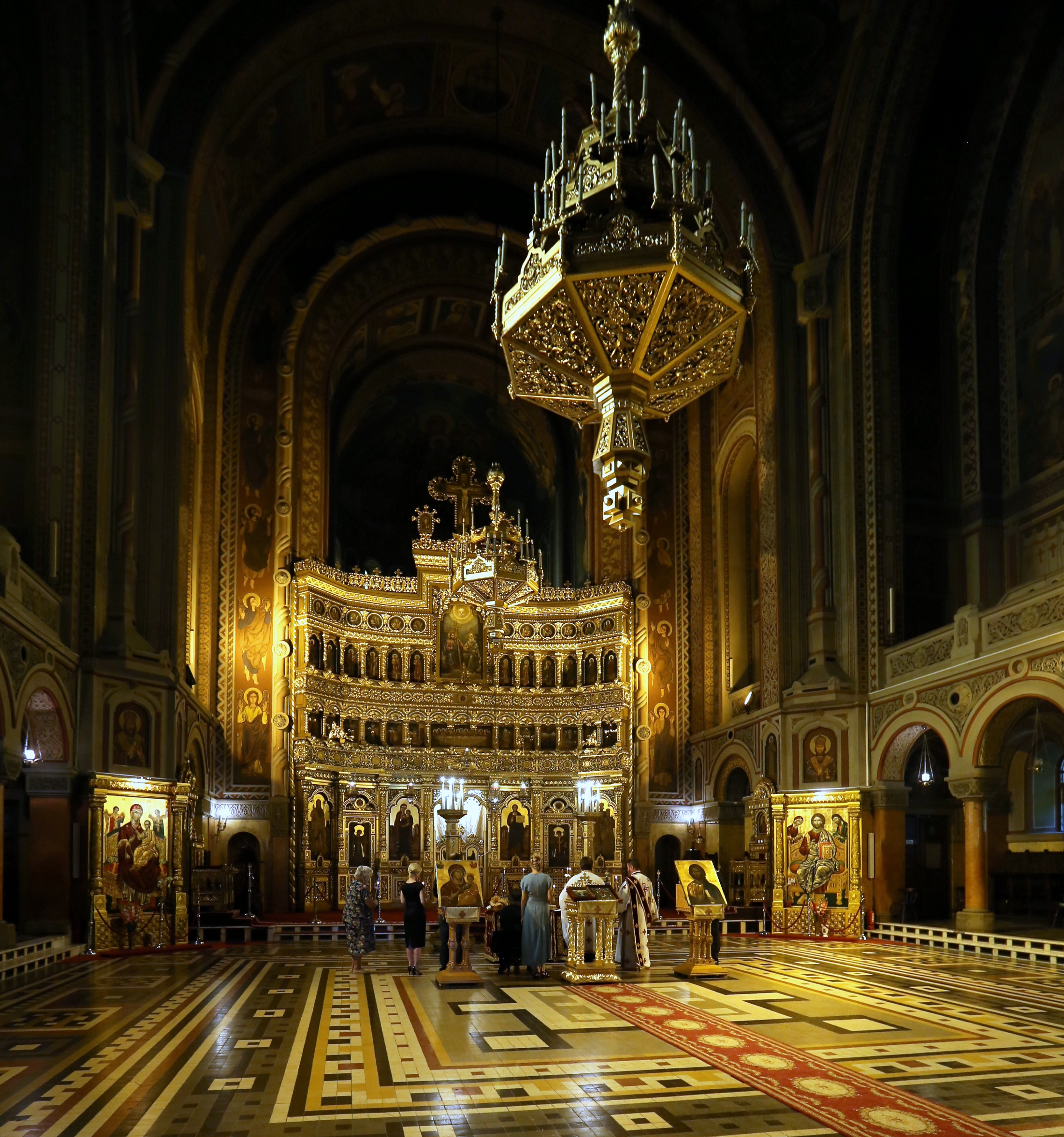
داخل كاتدرائية تيميشوارا الرومانية الأرثوذكسية
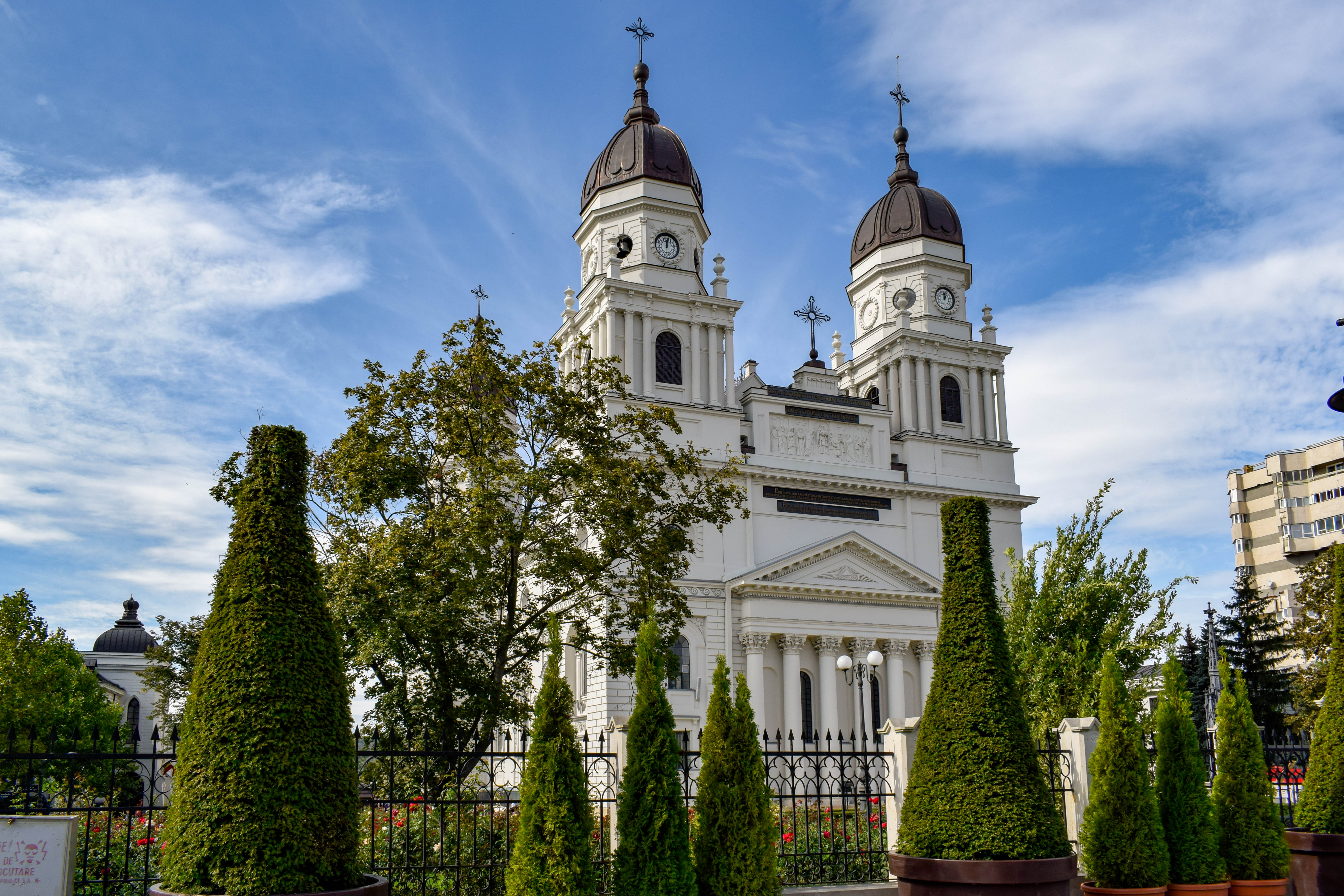
كاتدرائية ياش الأرثوذكسيَّة
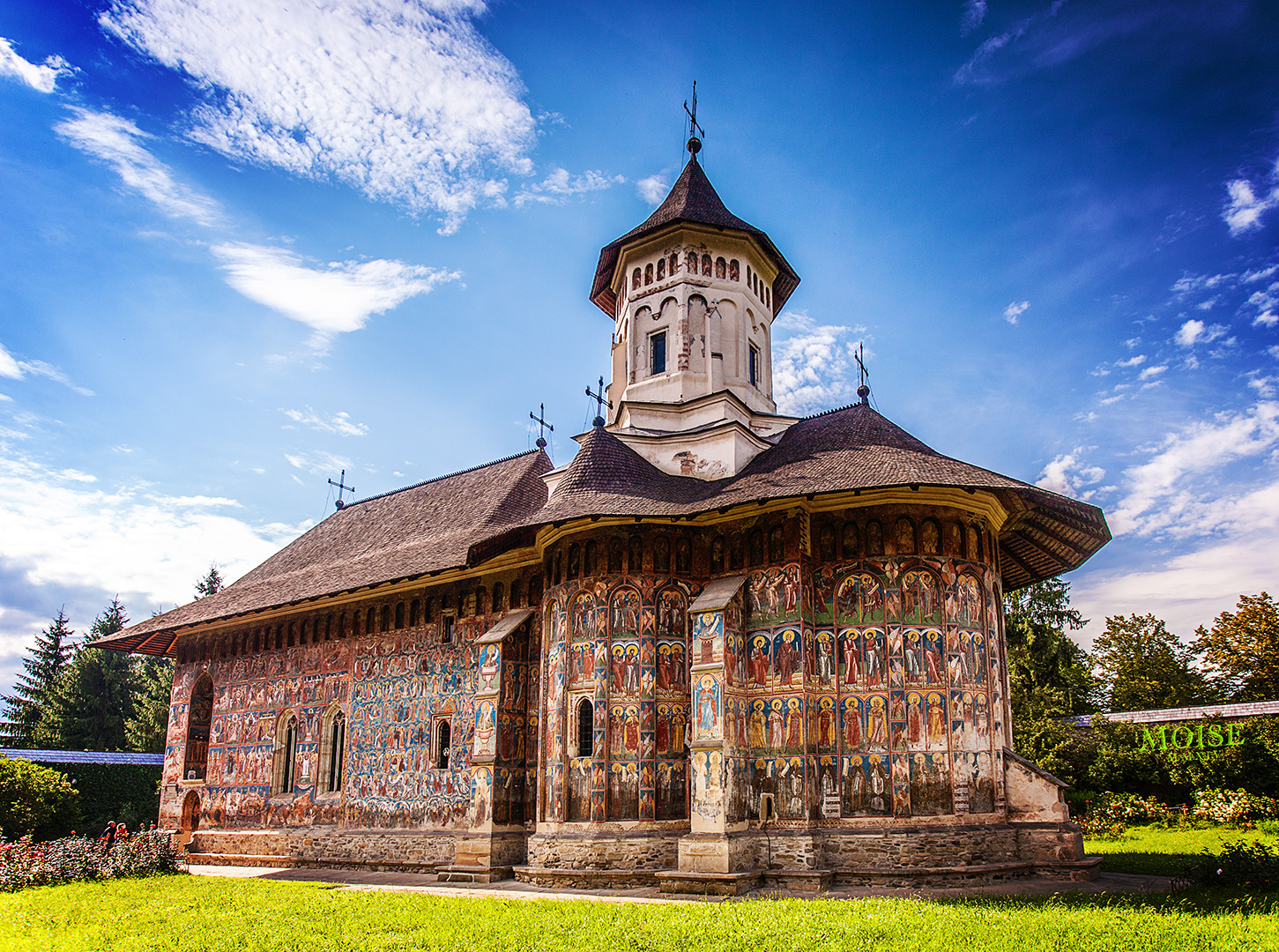
دير مولدوفيتا في إقليم سوتشيافا
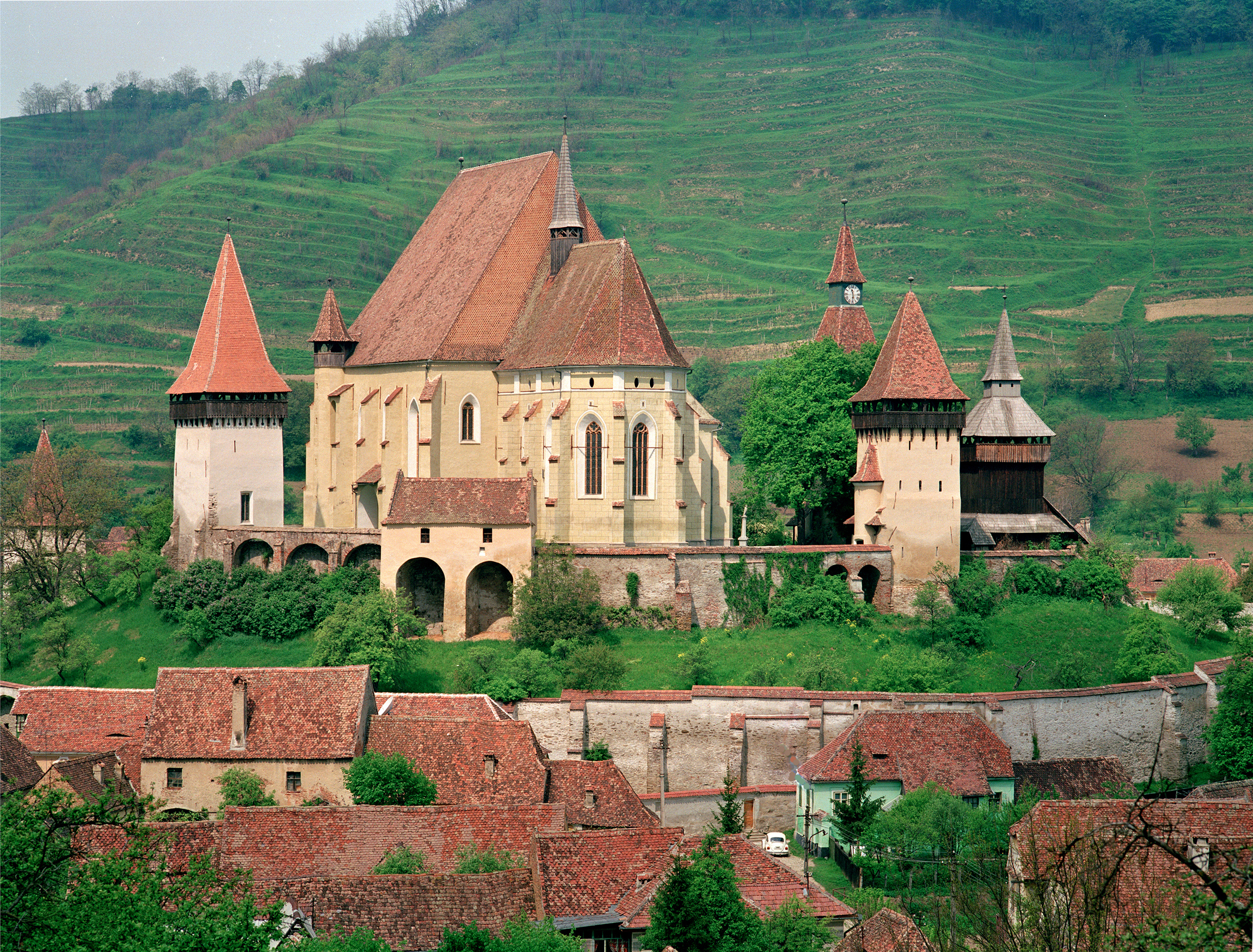
الكنيسة المحصنة قرية بيرتان؛ أسسها السكسونيون الترانسيلفانيون
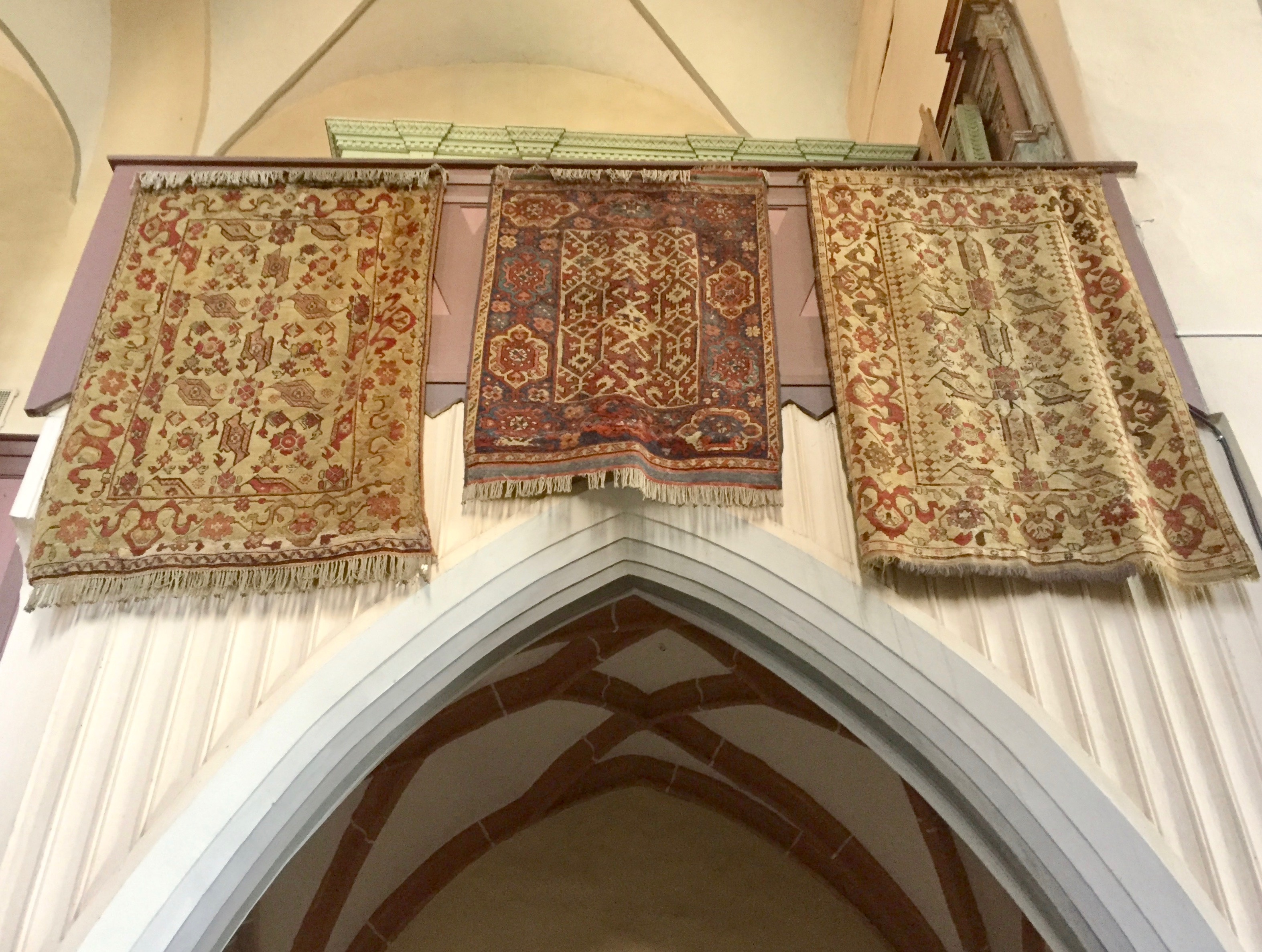
السجاد التركي بكنيسة الدير في سيغيشوارا: تم الحفاظ عليها في الكنائس البروتستانتية الترانسلفانية (المجرية والساكسونية)
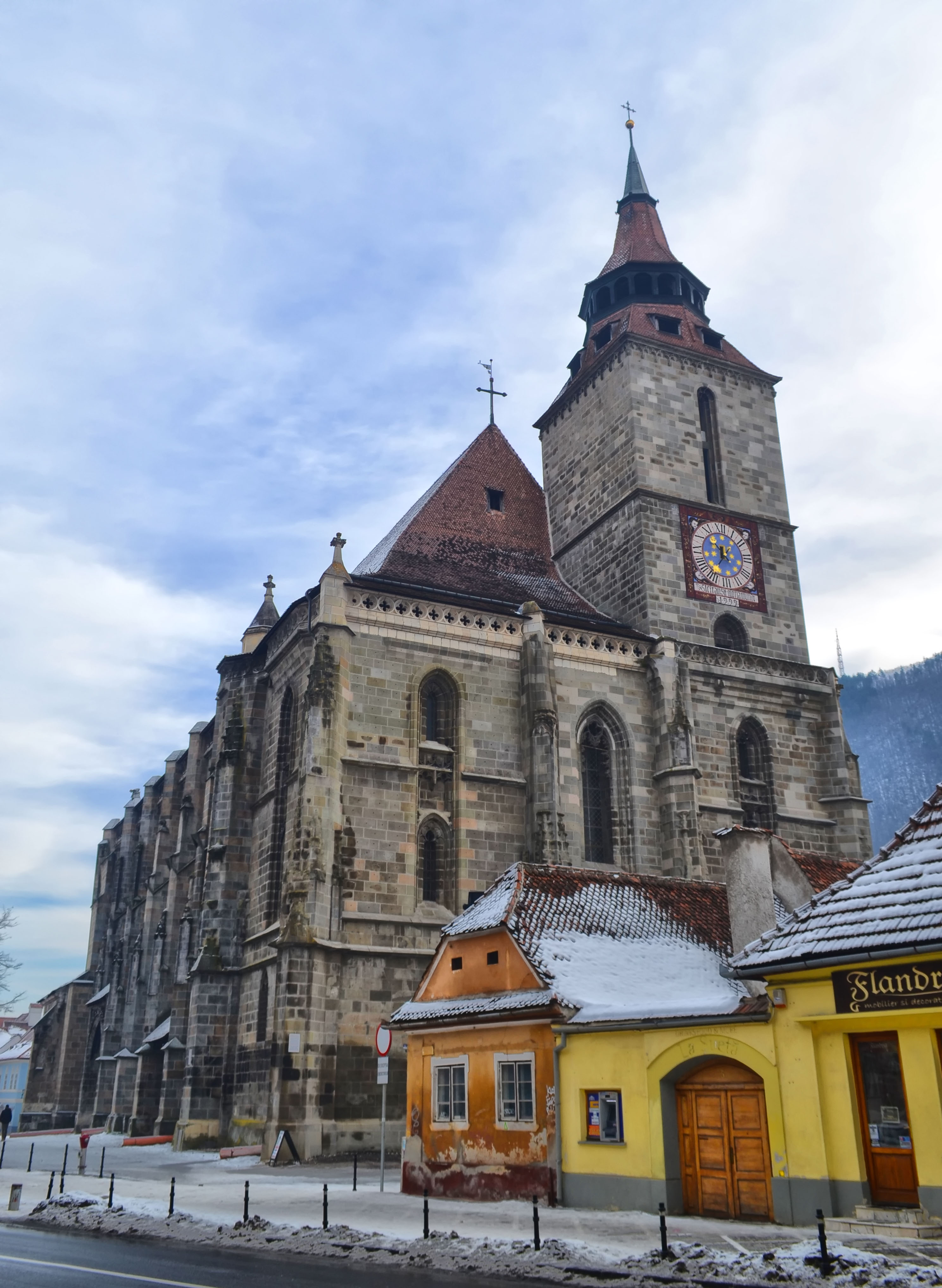
الكنيسة السوداء اللوثرية في براشوف، معلم تمثيلي للمجتمع الألماني في رومانيا
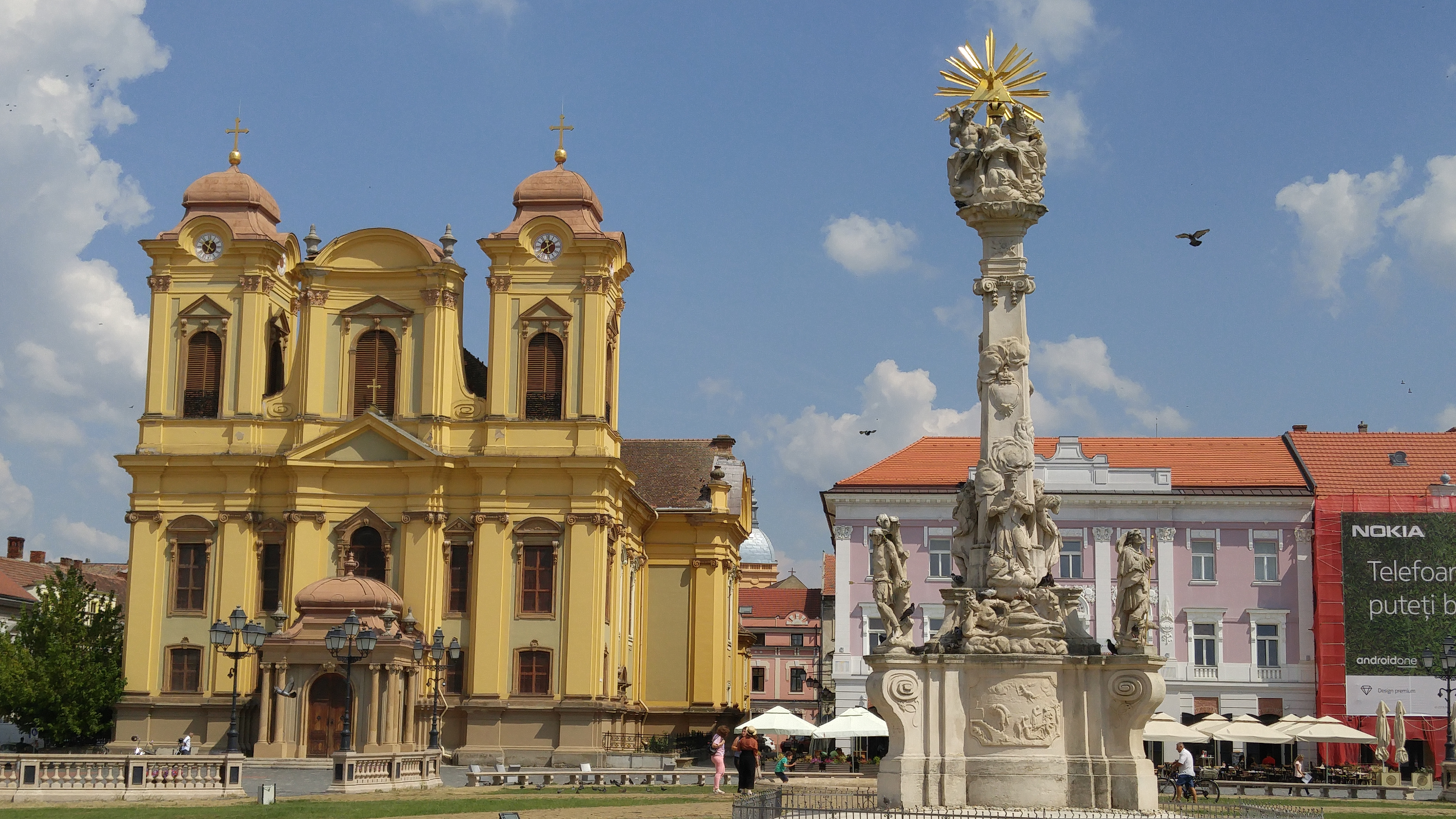
كنيسة القديس جريس الكاثوليكية في تيميشوارا
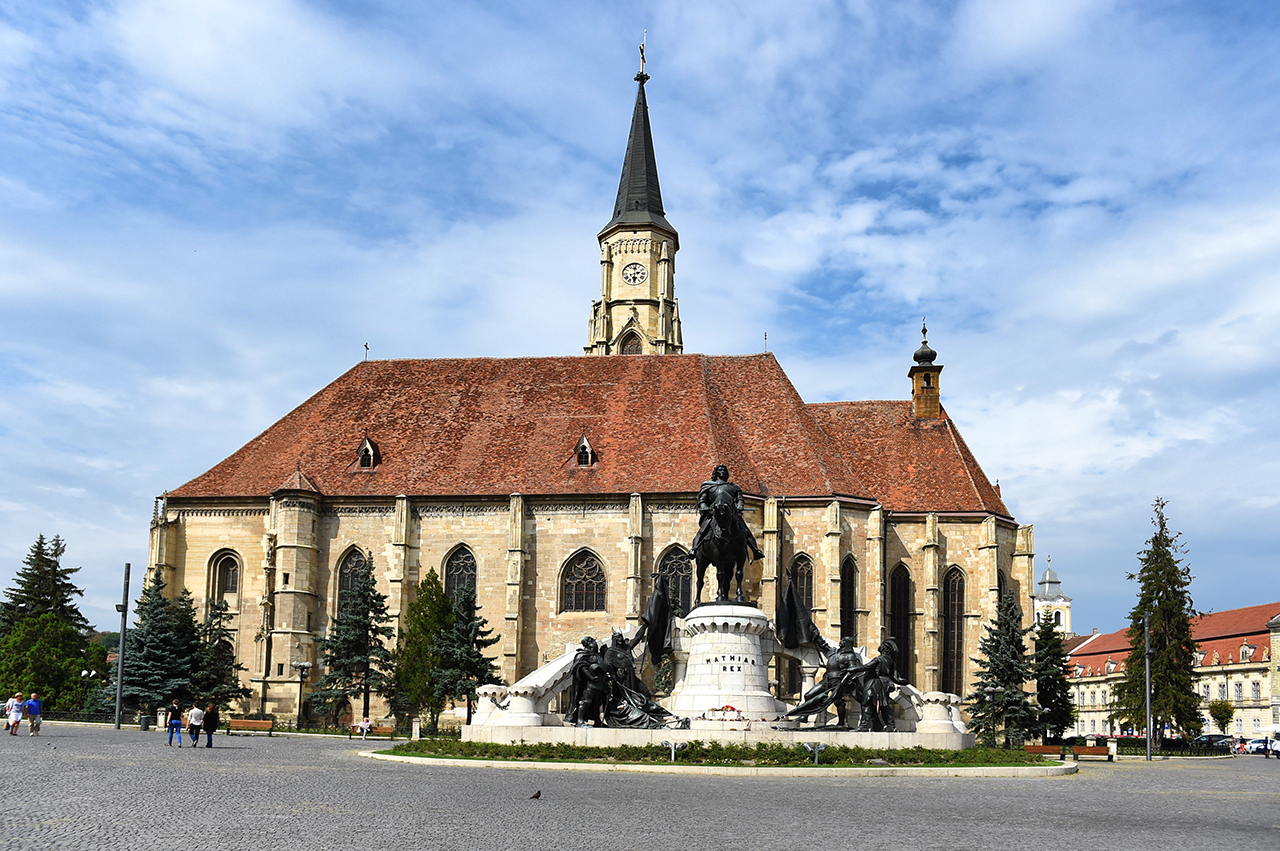
كنيسة القديس ميشيل في كلوج نابوكا؛ وهي من كنائس المجتمع المجري في ترانسيلفانيا